# السودان
السُّودان (رسميًّا: جمهورية السودان)، هي دولة عربية تقع في شمال شرقي إفريقيا، تحدُّها مصر من الشمال، وليبيا من الشمال الغربي، وتشاد من الغرب، وجمهورية إفريقيا الوسطى من الجنوب الغربي، وجنوب السودان من الجنوب، وإثيوبيا من الجنوب الشرقي، وأريتريا من الشرق، والبحر الأحمر من الشمال الشرقي، يبلغ عدد سكان السودان نحو 50 مليون نسمة (تقدير 2024) وتبلغ مساحتها 1,861,484 كيلومتر مربع (718,723 ميل مربع)، مما يجعلها ثالثَ أكبر دولة من حيث المساحة في إفريقيا وفي العالم العربي. وكانت الأكبر في إفريقيا والعالم العربي حسب المساحة قبل انفصال جنوب السودان عام 2011. يقسم نهر النيل أراضي السودان إلى شطرين شرقي وغربي وتقع العاصمةُ الخرطوم عند ملتقى النيلين الأزرق والأبيض رافدي النيل الرئيسَين. ويتوسط السودان حوض وادي النيل.
يمتد تاريخ المِنطقة التي تشكل السودان الحالي إلى العصور القديمة، حيث شهدت حضارة كرمة (ق. 2500 قبل الميلاد - 1500 قبل الميلاد)، ثم أصبحت تحت سيطرة المملكة المصرية الحديثة لنحو خمسة قرون، وأعقب ذلك صعود مملكة كوش (ق..785 ق.م - 350 م)، والتي بدورها سيطرت على مصر لما يقرب من قرن. بعد سقوط كوش، بنى النوبيون ثلاثة ممالك مسيحية وهي نوباتيا، المقرة وعلوة، واستمرت المملكتان الأخيرتان حتى 1500. بين القرنين الرابع عشر والخامس عشر، استوطن البدو العرب معظم السودان. من القرنين السادس عشر والتاسع عشر، سيطرت سلطنة سنار على وسط وشرق السودان، بينما حكمت سلطنة دارفور الغرب والعثمانيون أقصى الشمال. شهدت هذه الفترة أسلمة وتعريب واسع النطاق.
من 1820 إلى 1874 تم غزو السودان بأكمله من قبل الأسرة العلوية. بين عامي 1881 و1885، قوبل حكم الأسرة العلوية بثورة ناجحة بقيادة محمد أحمد المهدي الذي أعلن نفسه المهدي المنتظر، مما أدى إلى إنشاء الدولة المهدية. تم تدمير هذه الدولة في نهاية المطاف في عام 1898 من قبل البريطانيين، الذين حكموا السودان مع مصر بعد ذلك.
شهد القرن العشرون نمو القومية السودانية، وفي عام 1953 منحت بريطانيا السودان الحكم الذاتي. تم إعلان الاستقلال في 1 يناير 1956. منذ الاستقلال، حكم السودان سلسلة من الحكومات البرلمانية غير المستقرة والأنظمة العسكرية. تحت حكم جعفر النميري، أدخل السودان الشريعة الإسلامية إلى القضاء عام 1983. وقد أدى ذلك إلى تفاقم الخلاف بين الشمال الإسلامي -ومقر الحكومة- والمسيحيين وغيرهم في الجنوب. تسببت الاختلافات في اللغة والدين والسلطة السياسية في حرب أهلية بين القوات الحكومية، المتأثرة بشدة بالجبهة الإسلامية الوطنية، والمتمردين الجنوبيين، الذين كان فصيلهم الأكثر نفوذاً هو جيش التحرير الشعبي السوداني، وأدى ذلك في نهاية المطاف إلى استقلال جنوب السودان عام 2011. بين عامي 1989 و 2019، شهد السودان ديكتاتورية عسكرية استمرت 30 عامًا بقيادة عمر البشير. بسبب أفعاله، اندلعت حرب في منطقة دارفور في عام 2003. تم اتهام البشير بالإبادة الجماعية العرقية التي خلفت بين 300.000-400.000 قتيل. اندلعت احتجاجات في أواخر عام 2018، مطالبة باستقالة البشير، مما أدّى إلى انقلاب ناجح في 11 أبريل 2019. والسودان حاليًا في حرب أهلية بين فصيلين متنافسين، القوات المسلحة السودانية وقوات الدعم السريع المتمرد شبه العسكرية.

## التسمية
اسم السودان هو اسم أطلق على المنطقة الجغرافية جنوب الصحراء الكبرى، والتي تمتد من غرب إفريقيا إلى شرق وسط إفريقيا، والاسم مستمد من العربية، (بلاد السودان)، والذي يعني «أرض السود». وقديماً كان يطلق على السودان اسم «إثيوبيا»، كما عرفت عند الإغريق، وتعني (الوجوه التي حرقتها الشمس). وأيضا أطلق عليها اسم«كوش»، وأخيرًا «بلاد النوبة».

## الجغرافيا

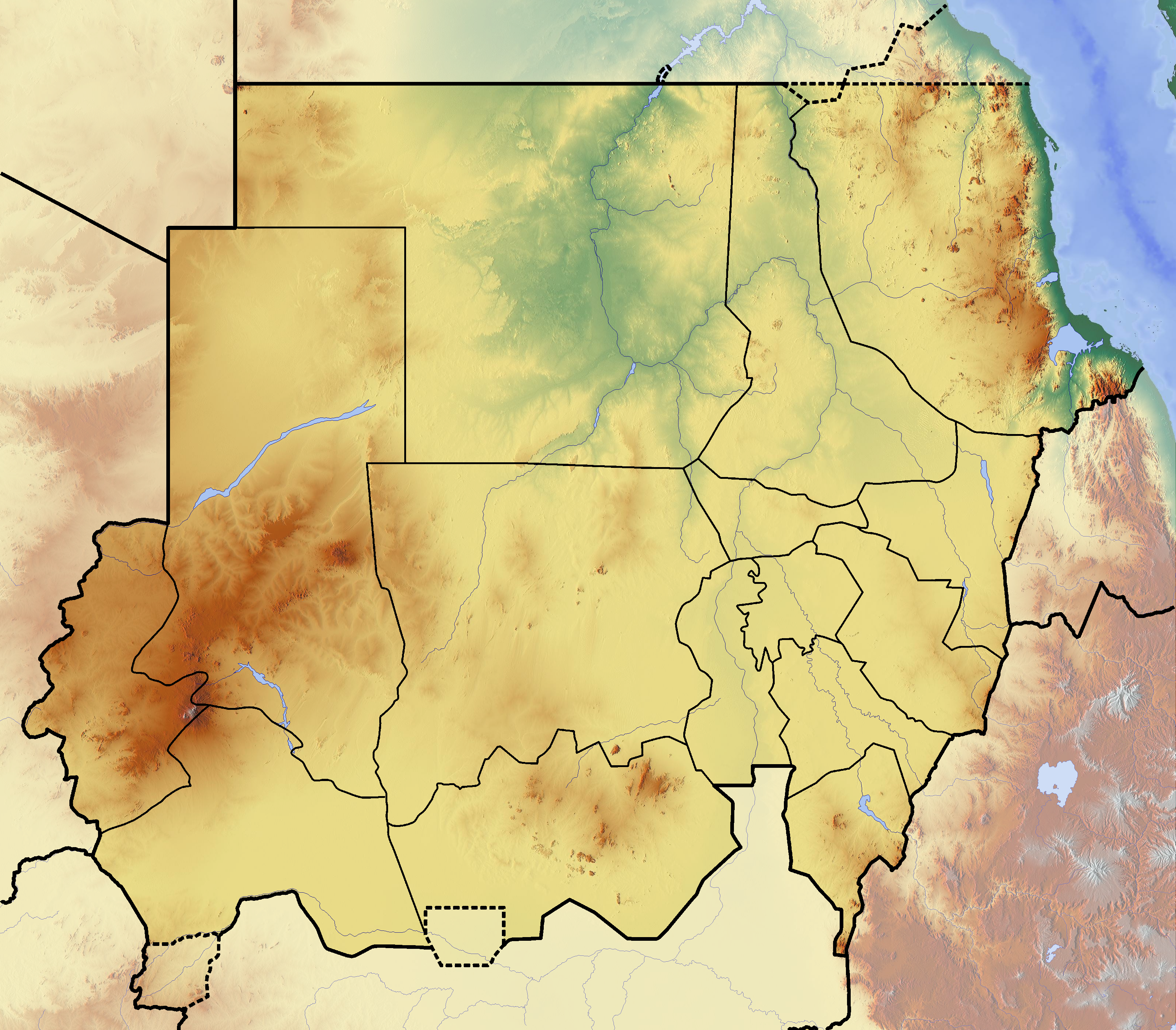
خارطة السودان الطوبغرافية

من الناحية الجغرافية يقع السودان في شمال شرق إفريقيا ويحتل مساحة قدرها 1,865,813 كيلو متر مربع وهو بذلك ثالث أكبر بلد في إفريقيا بعد الجزائر والكونغو الديمقراطية، والثالث في العالم العربي بعد الجزائر والمملكة العربية السعودية، والسادس عشر على نطاق العالم (كان الأكبر مساحة في العالم العربي وإفريقيا قبل انفصال الجنوب في عام 2011، العاشر عالمياً، بمساحة قدرها 2 مليون كيلو متر مربع تقريباً).

### ولايات السودان
تقسم السودان حتى عام 2013، إلى ثمانية عشر ولاية تضم 133 محلية.

ولايات السودان

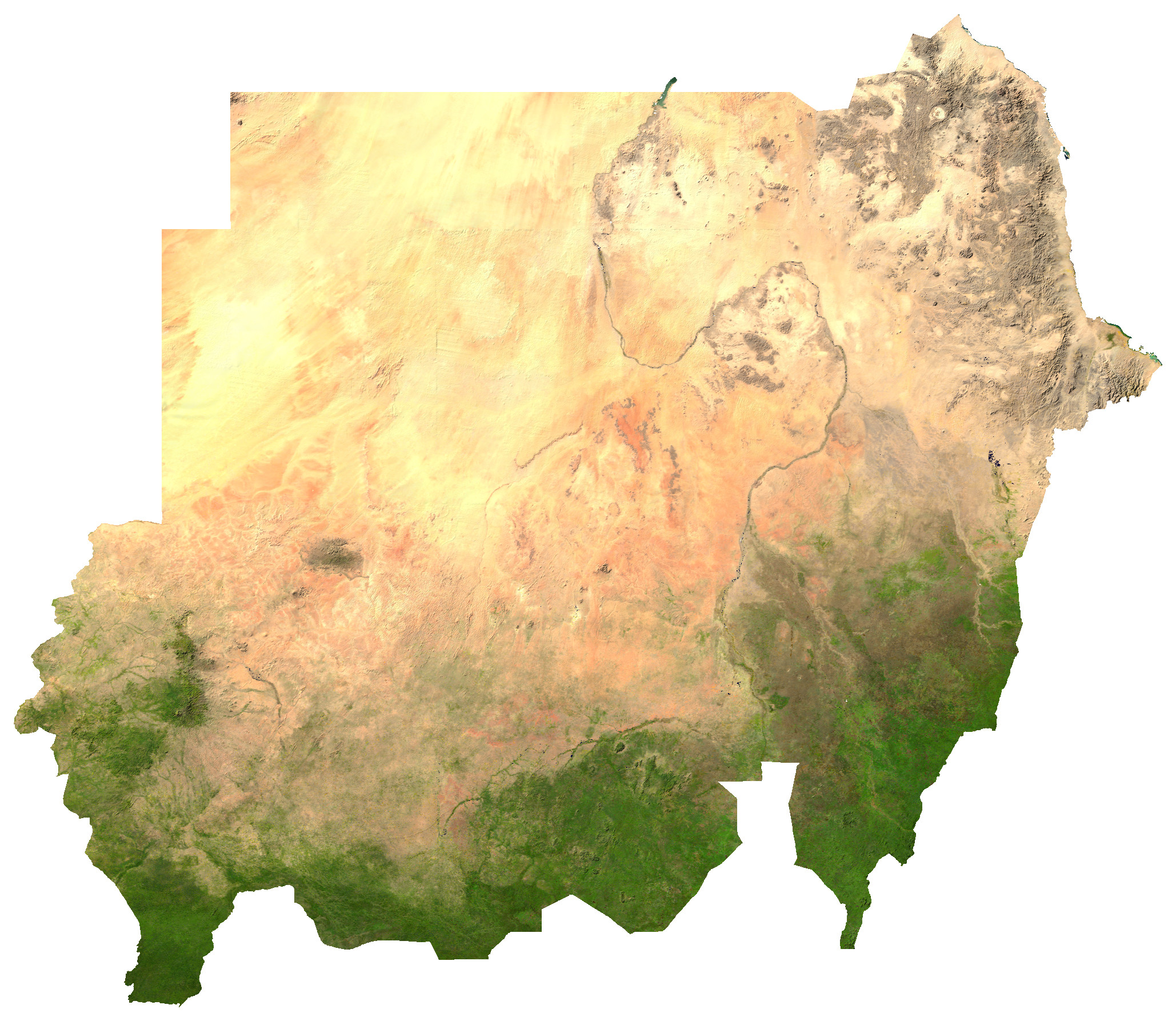
خريطة فضائية (من القمر الصناعي) للسودان

| الرقم (المفتاح) | الاسم        | المساحة (كيلومتر مربع) | عدد السكان (2008) | العاصمة   |
| --------------- | ------------ | ---------------------- | ----------------- | --------- |
| 1               | البحر الأحمر | 212,800                | 1.400.000         | بورتسودان |
| 2               | الجزيرة      | 25,543                 | 3.796.000         | ود مدني   |
| 3               | الخرطوم      | 25,122                 | 7.118.796         | الخرطوم   |
| 4               | الشمالية     | 348,697                | 510.569           | دنقلا     |
| 5               | نهر النيل    | 122,000                | 1.300.000         | الدامر    |
| 6               | القضارف      | 75,263                 | 1.148.262         | القضارف   |
| 7               | كسلا         | 42,282                 | 1.527.214         | كسلا      |
| 8               | سنار         | 40,680                 | 1.400.000         | سنجة      |
| 9               | شمال كردفان  | 190,840                | 2.353.460         | الأبيض    |
| 10              | جنوب كردفان  | 79,470                 | 1.066.117         | كادوقلي   |
| 11              | غرب كردفان   |                        |                   | الفولة    |
| 12              | شمال دارفور  | 290,000                | 1.600.000         | الفاشر    |
| 13              | جنوب دارفور  | 127,300                | 2.152.499         | نيالا     |
| 14              | غرب دارفور   | 79,460                 | 2.036.282         | الجنينة   |
| 15              | شرق دارفور   | --                     | --                | الضعين    |
| 16              | وسط دارفور   | --                     | 1.123.748         | زالنجى    |
| 17              | النيل الأبيض | 39,701                 | 675.000           | ربك       |
| 18              | النيل الأزرق | 45,844                 | 600000            | الدمازين  |

### جيولوجيا السودان
أول خريطة جيولوجية للسودان مع توصيف كامل لطبقات الصخور في عام 1911 أعدّها العالم البريطاني ستانلي دون، وجرت بعد ذلك عدة محاولات ودراسات من مصلحة المساحة الجيولوجية السودانية بغرض تحديث خريطة دامن وعمل ملخص للتتابع الطبقي في السودان. وفي عام 2004 م تم عمل خارطة جيولوجية محدثة للسودان بالتعاون مع خبراء ألمان. وتم التعرف على أقدم الصخور في السودان التي ترجع إلى عصر ما قبل الكامبري.

## التاريخ

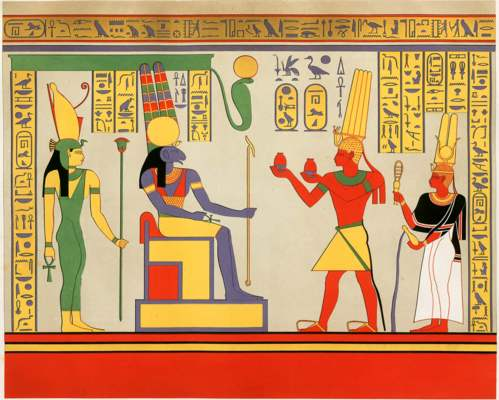
الملك طهراقا في معبد جبل البركل، السودان

### التاريخ القديم
سكن السودان منذ العصر الحجري ( 8000 ق م - 3200 ق م). حيث وجدت جماجم تعود لجنس زنجي متحضر سكن منطقة الخرطوم وآخر سكن «الشهيناب» على الضفة الغربية للنيل ازدهرت حضارتاهما حوالي 3800 ق م
عثر على هيكل لجمجمة إنسان عثر عليها صدفة عام 1928 م، في سنجة بولاية النيل الأزرق، عرف بإنسان سنجة (Singa skull)، بأنه عاش في العصر الحجري البلستوسيني (Pleistocene) وتزامن مع وجود إنسان نياندرتال.

### مملكة كرمة
حضارة قديمة تتمركز في كرمة، السودان حاليا. ازدهرت من حوالي 2500 قبل الميلاد إلى 1500 قبل الميلاد في النوبة القديمة

### الغزو المصري
مع حلول القرن الخامس عشر قبل الميلاد غزا المصريون مملكة كرمة نهائيًا ربما بسبب تعاونهم مع الهكسوس ضد مصر واستمر الاحتلال المصري قرابة ال6 قرون لإن هذه المنطقة كانت تمثل أهمية اقتصادية ودينية وثقافية بالنسبة للمصريين القدماء حيث كانت غنية بالذهب ومصدراً للخدم.

### الممالك النوبية الكوشية

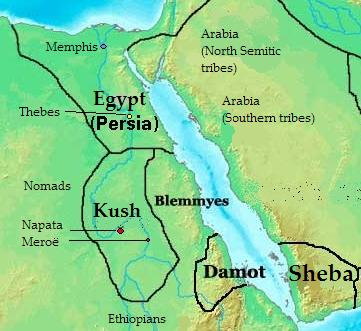
حدود مملكة كوش

مملكة كوش النوبية من أقدم الممالك السودانية، حيث ظهرت فيها اللغة الكوشية قبل ظهور الكتابة المروية (نسبة إلى مدينة مروي التي تقع على الضفة الشرقية لنهر النيل شمال قرية البجراوية الحالية). وكانت مروي عاصمة للسودان في الفترة ما بين القرن السادس قبل الميلاد والقرن الرابع الميلادي، وازدهرت فيها التجارة. وكانت للكوشيين حضارة عرفت نظم الإدارة وشيدت الأهرامات، كما عرفت كوش تعدين الحديد والصناعات الحديدية في القرن الخامس قبل الميلاد.
بعد أن غزا الملك كاشتا («الكوشي») مصر في القرن الثامن قبل الميلاد، حكم ملوك كوش كفراعنة الأسرة الخامسة والعشرين في مصر قبل هزيمتهم وتراجعهم من قبل الآشوريين. وفي ذروة مجدهم، حكم الكوشيون إمبراطورية امتدت من ما يعرف الآن بجنوب كردفان وصولاً إلى سيناء. وحاول الفرعون الكوشي بعانخي توسيع إمبراطوريته إلى الشرق الأدنى، ولكن تم إحباط هذا من قبل الملك الآشوري سرجون الثاني. وقد ذكرت مملكة كوش في الكتاب المقدس بأنها حمت بني إسرائيل من غضب الآشوريين. على الرغم من أن السبب الرئيسي لفشل الهجوم كان تفشي المرض بين العدو.

### الممالك النوبية المسيحية

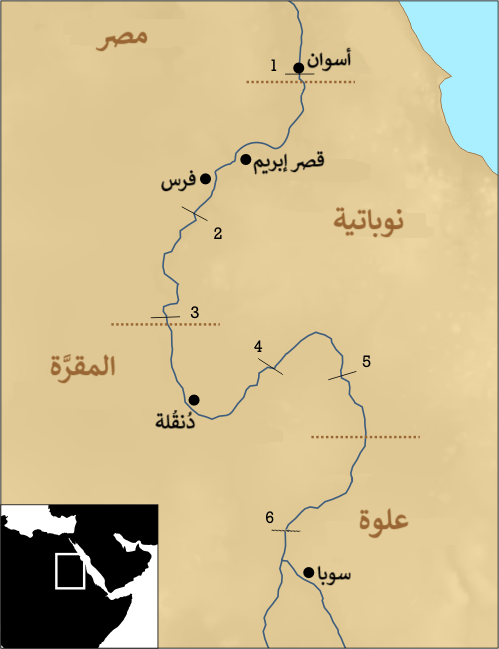
الممالك المسيحية في السودان

اندثرت حضارة النوبة لتقوم مكانها عدة ممالك مسيحية بلغ عددها في القرن السادس الميلادي حوالي 60 مملكة، أبرزها مملكة نبتة (Nobatia باللغات اللاتينية) في الشمال وعاصمتها فرس، ومملكة المقرة (Makuria) في الوسط وعاصمتها دنقلا العجوز على بعد 13 ميل جنوب مدينة دنقلا الحالية، ومملكة علوة (Alodia) في الجنوب وعاصمتها سوبا (إحدى الضواحي الجنوبية للخرطوم الحالية) وحكمت الممالك الثلاث مجموعة من المحاربين الأرستقراطيين بألقاب إغريقية على غرار البلاط البيزنطي.
دخلت المسيحية السودان في عهد الإمبراطور الروماني جستينيان الأول وزوجته ثيودورا، واعتنقت مملكة المغرة المذهب الملكاني في حين اتبعت نبتة وعلوة المذهب اليعقوبي الذي عمته زوجته ثيودورا.
ووصف ابن حوقل علوة بأنها أكبر الممالك المسيحية الثلاث مساحة إذ تمتد حدودها حتى أطراف الحبشة في الجنوب الشرقي وكردفان غرباً وهي أيضاً أكثرها ثراء وقوة

### دخول العرب والإسلام
دخل الإسلام في عهد الخليفة عثمان بن عفان، ووالي مصر عمرو بن العاص، كما تدل الوثائق القديمة ومن بينها اتفاقية البقط التيأابرمها عبد الله بن أبي السرح مع النوبة في سنة 31 هجرية لتأمين التجارة بين مصر والسودان، وقيل قبل ذلك لأن الاتفاقية تضمنت الاعتناء بمسجد دنقلا، ومن المشهود أن جماعات عربية كثيرة هاجرت إلى السودان واستقرت في مناطق البداوة في أواسط السودان وغربه ونشرت معها الثقافة العربية الإسلامية. وازدادت الهجرات العربية إبان الفتوحات الإسلامية،، وجاء إلى السودان العلماء المسلمين في مرحلة ازدهار الفكر الصوفي فدخلت البلاد طرق صوفية سنية مهمة تجاوز نفوذها السودان ليمتد إلى ما جاوره من أقطار.

### الممالك الإسلامية

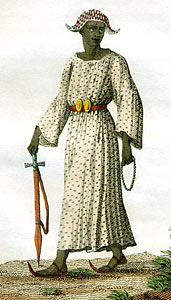
أحد سلاطين السلطنة الزرقاء

بعد اضمحلال الممالك المسيحية وتراجع نفوذها السياسي أمام الهجرات العربية والمد الإسلامي قامت ممالك وسلطنات إسلامية العقيدة عربية الثقافة مثل السلطنة الزرقاء أو مملكة الفونج (1505-1820)م وعاصمتها سنار، وسلطنة الفور في الغرب (1637-1875) م، واستقر حكمها في الفاشر، ومملكة تقلي في جبال النوبة (حوالي 1570-إلى أواخر القرن التاسع عشر تقريباً) إضافة إلى ممالك أخرى مثل مملكة المسبعات في كردفان، ومملكة الداجو ومقر حكمها كلوا في الغرب الأقصى ومملكة البجا وعاصمتها هجر في الشرق.

### الحكم العثماني

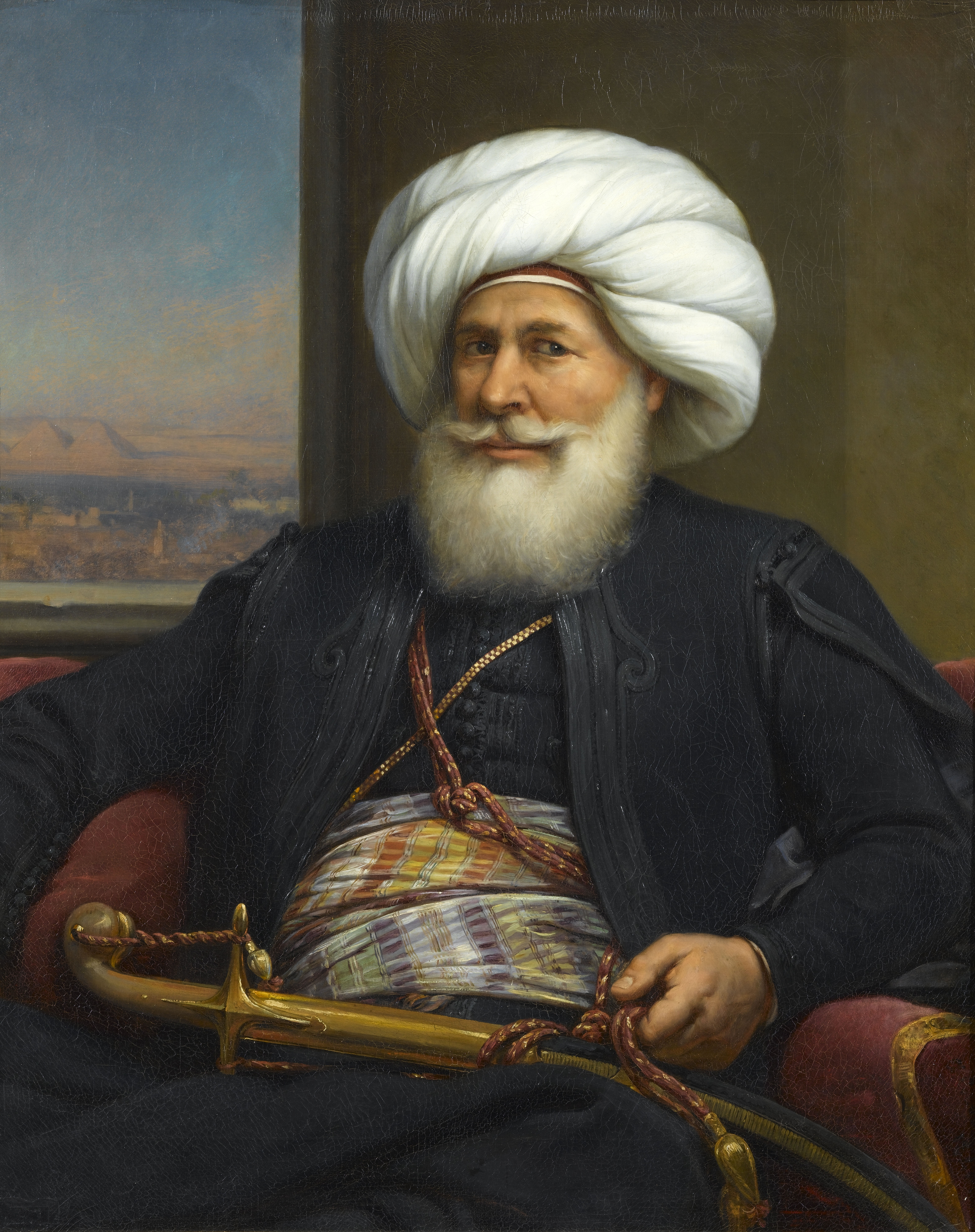
محمد علي باشا

في سنة 1821 أرسل محمد علي باشا والي مصر العثماني حملة عسكرية لاحتلال السودان بقيادة ابنه إسماعيل باشا. نجحت الحملة في ضم السودان حتى مناطق الاستوائية جنوباً وكردفان غرباً حتى تخوم دارفور وسواحل البحر الأحمر وإريتريا شرقاً. وكان لمحمد علي وحلفائه دور فاعل في تشكيل السودان ككيان سياسي على حدود مقاربة لحدوده الحالية. عرفت هذه الفترة في التاريخ السوداني بالتركية السابقة.
اصطبغت التركية السابقة بالإيغال في الظلم واستغلال المواطنين وفساد الحكام وانتشار الرشى وصيد الرقيق من الجنوب. مما مهد لثورة الأهالي بقيادة محمد أحمد المهدي.

### الثورة المهدية

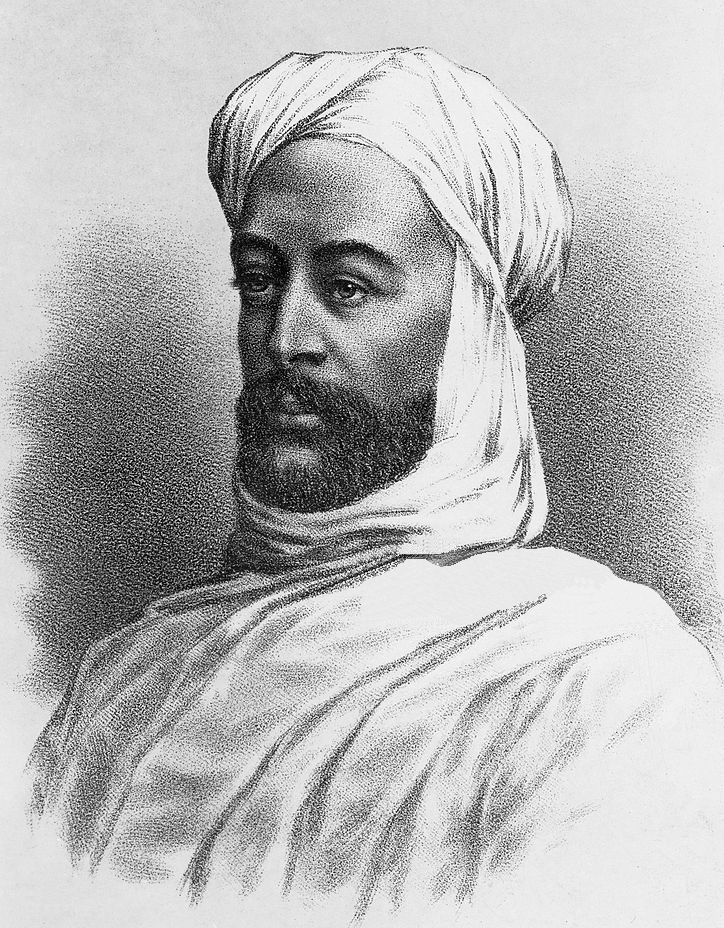
قائد الثورة المهدية محمد أحمد المهدي

اشتعلت الثورة في السودان تحت قيادة محمد أحمد المهدي الذي إدعى أنه محمد المهدي وأن الله قد أرسله ليملأ الأرض عدلاً بعد أن ملئت جوراً. التفت جموع الشعب السوداني حول دعوة المهدي وتوالت انتصاراته على الأتراك والمصريين حتى حُررت الخرطوم سنة 1885 وأُقيمت دولةالدولة المهدية  التي سرعان ما انهارت في عام 1898 م، على يد القوات البريطانية المصرية في معركة كرري (في أم درمان) وقُتِل الخليفة عبد الله التعايشي بعدها بقليل في واقعة أم دبيكرات بكردفان لتبدأ مرحلة الاستعمار.

### الحكم الإنجليزي المصري
في مارس / آذار 1896، زحفت الجيوش الإنجليزية بمساعدة المصرية إلى السودان تحت قيادة القائد البريطاني لورد هربرت كتشنر لإعادة استعماره تحت التاج البريطاني. وسقطت أم درمان عاصمة الدولة المهدية في سنة 1898 م، وتم وضع السودان تحت إدارة حكم ثنائي بموجب اتفاقية عام 1899 م، بين إنجلترا ومصر التي نصت على أن يكون على رأس الإدارة العسكرية والمدنية في السودان حاكماً عاماً إنجليزياً ترشحه حكومة إنجلترا ويعينه خديوي مصر. وتمتع الحاكم العام بسلطات مطلقة في إدارة السودان.

## مشكلة جنوب السودان
تخوفت الإدارة البريطانية من ضم الجنوب إلى الشمال وذلك بدعوى أن الشماليين الأكثر تعليماً سوف يضطهدون الجنوبيين الأميين المنعزلين. إلا أن قيام الجنوب كدولة مستقلة جابهته تحديات قلة الموارد في الجنوب وافتقاره إلى أي منفذ بحري.
حسم البريطانيون ترددهم وأعلنوا اختيارهم للوحدة بين شطري البلاد في مؤتمر جوبا. إلا أن العلاقة بين شطري البلاد اتسمت بالتوتر الدائم وبنزاع مسلح أصبح أطول حرب أهلية في إفريقيا حتى توقيع اتفاقية السلام الشامل وانفصال الجنوب في عام 2011.

## حرب دارفور
اشتعلت الحرب في دارفور التي تحتضن أكثر من ثلاثين مجموعة عرقية مسلمة لها تاريخ في التنافس على الأرض والمرعى. حصدت الحرب المستمرة أرواح مئات الآلاف من المواطنين وفقد ما يزيد على المليون أراضيهم ومنازلهم.

## الأنظمة السياسية المعاصرة

### الاستقلال
قام مؤتمر الخريجين في عام 1938 كواجهة اجتماعية ثقافية لخريجي المدارس العليا في السودان. ولكنه سرعان ما نادى بتصفية الاستعمار في السودان ومنح السودانيين حق تقرير مصيرهم. وقد استمرت الجهود حتى اجتمع البرلمان السوداني في 19 ديسمبر 1955 وأعلن استقلال السودان وطالب دولتي الحكم الثنائي بالاعتراف بالسودان دولة مستقلة. واللتين قد وافقتا وتم الجلاء ورفع العلم السوداني في 1 يناير 1956.
شكلت ثلاثة تحديات رئيسية تاريخ السودان ما بعد الاستقلال، وهي مسألة الدستور، ومشكلة الجنوب، ومعضلة التنمية في السودان. هذا بجانب الصراعات الأيديولوجية بين الأحزاب اليمينية واليسارية، وبين الديمقراطيين والشموليين، وقد حظي كل منهم بتجربة حظه في مواجهة التحديات الثلاثة الرئيسية أعلاه.

#### القوى السياسية عند الاستقلال
كانت الساحة السياسية تسودها عدة تيارات حزبية إبان الاستقلال:

##### الأحزاب الطائفية
أي الأحزاب المدعومة من الجماعات الدينية الصوفية السائدة في السودان وبالتحديد حزب الأمة ومن خلفه الأنصار، وحزب الأشقاء (الوطني الاتحادي لاحقاً) ومن خلفه الطريقة الختمية. وقد سادا في الفترات الديمقراطية الثلاث في تاريخ السودان. وقد اختلطت القيادة الدينية للجماعة بالحزب السياسي بصورة كبيرة. وقد دعا كل من الحزبين للحكم المدني الديمقراطي طيلة تاريخهما في السياسة السودانية.

##### الإخوان المسلمون
ازدهر النشاط السياسي للإخوان في الجامعات السودانية حتى مثلوا القوة الحزبية الثالثة بعد الحزبين الطائفيين الكبيرين الأمة والاتحادي. وقد انشق عدة جماعات عن جماعة الاخوان منها الجبهة الإسلامية القومية، ثم حزب المؤتمر الوطني حزب المؤتمر الشعبي. نسقت الجبهة الاسلامية القومية مع عمر البشير عندما كان قائد في الجيش في القيام بانقلاب عسكري علي حكومة الصادق المهدي المنتخبة في 30 يونيو 1989 وقد سميت بثورة الإنقاذ الوطني.

##### اليساريون
الحزب الشيوعي السوداني والناصريون والبعثيون.
ووجدت إلى جانب هذه التيارات الرئيسية تيارات أخرى كالليبراليين والمستقلين والإخوان الجمهوريين والقوى السياسية الإقليمية المختلفة وعلى رأسها القوى السياسية الجنوبية. [38]

#### الأزمة الدستورية
لم يتم الاتفاق في الفترة التي سبقت الاستقلال على نمط معين من الحكم، وقد احتدم النقاش بين أنصار الديمقراطية النيابية على النمط البريطاني والديمقراطية الرئاسية على النمط الأمريكي.
أما بعد الاستقلال فقد ألغى الاستقلال دستور الحكم الذاتي المعمول به آنئذٍ. كما خلا منصب رئيس البلاد بعد إلغاء وظيفة الحاكم العام الاستعماري بالغاء اتفاقية الحكم الثنائي، ولذلك تم تعديل دستور الفترة الانتقالية ليوائم فترة ما بعد الاستقلال على أن يُعمل به بشكل مؤقت لحين إقرار دستور جديد.
أهم ما نص عليه الدستور المؤقت هو تكوين مجلس سيادة (مجلس رئاسي عالي) ليكون السلطة الدستورية العليا وتؤول إليه قيادةالجيش.

### الحكم المدني الأول
فشلت الأحزاب السودانية بعد الاستقلال في الاتفاق على أية صيغة توافقية بينها حول نظام الحكم والدستور واستمر الخلاف لعدة سنوات بعد الاستقلال، كما اخفقت في تقديم حل لمشكلة جنوب السودان، بالإضافة لتردي الأحوال الاقتصادية مما مهد لتدخل الجيش لإقصائها من الحكم، مستغلاً السخط الجماهيري المتزايد بتأزم الأوضاع في البلاد.
- كانت الساحة السياسية تسودها عدة تيارات حزبية إبان الاستقلال:
- التيار السياسي القائم على الطائفية وكان يمثله حزبان هما حزب الأمة القومي (السودان) برعاية السيد عبد الرحمن المهدي الذي شهد عدة انقسامات لاحقا وحزب الأشقاء الذي أصبح فيما بعد الحزب الوطني الاتحادي برعاية السيد علي الميرغني قبل أن ينشق عنه حزب الشعب الديمقراطي[ ؟ ].
- التيار السياسي الإسلامي غير الطائفي المستند على الصفوة ذات التوجّه الإسلامي، ويمثله حزب جبهة الميثاق الإسلامية الذي استبدل اسمه لاحقا إلى الجبهة الإسلامية القومية ثم حزب المؤتمر الوطني فحزب المؤتمر الشعبي وتتمثل زعامته الروحية في شخص حسن الترابي،
- التيار اليساري المتمثل في الحزب الشيوعي السوداني.

ووجدت إلى جانب هذه التيارات الرئيسية تيارات أخرى كالليبراليين والمستقلين والإخوان الجمهوريين (الحركة التي أسسها محمود محمد طه) والقوى السياسية الإقليمية المختلفة وعلى رأسها القوى السياسية الجنوبية.

### الحكم العسكري الأول

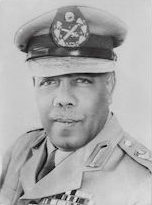
الفريق عبود

كان استيلاء الجيش بقيادة الفريق إبراهيم عبود على السلطة في 17 نوفمبر تشرين الثاني 1958م، أول ضربة لنظام التعددية الحزبية في السودان ومقدمة لسلسلة طويلة من الانقلابات العسكرية التي صبغت تاريخ البلاد.
شكل الحكم العسكري حكومة مدنية تكنوقراطية حاول من خلالها التصدي للمشاكل الأساسية الثلاثة للبلاد.

### الحكم المدني الثالث
أنجز الفريق عبد الرحمن سوار الذهب وعده بعد انقضاء مهلة العام في سابقة فريدة من نوعها في إفريقيا والعالم العربي. ولأول مرة يتخلى قائد انقلاب عسكري عن السلطة طواعية وبعد وعد قطعه على مواطنيه دون أن أي مقابل سياسي أو مادي خاص. وجرت الانتخابات في موعدها وفاز فيها حزب الأمة[ ؟ ] بزعامة الصادق المهدي، متقدماً على غيره من الأحزاب وتولى رئاسة مجلس الوزراء، بينما جاء الحزب الاتحادي الديمقراطي في المرتبة الثانية الذي كان يتزعمه أحمد الميرغني وتولى رئاسة مجلس رأس الدولة، فيما خرج منها حزب الجبهة الإسلامية القومية وزعيمه حسن الترابي ليتصدر صفوف المعارضة في البرلمان. وسلّم سوار الذهب السلطة إلى الحكومة المدنية الجديدة.
اتسمت فترة الديمقراطية الثالثة بعدم الاستقرار، إذ تم تشكيل خمس حكومات ائتلافية في ظرف أربع سنوات. قام الحزب الاتحادي الديمقراطي الذي خرج من الحكومة الائتلافية بتوقيع اتفاق سلام مع الحركة الشعبية لتحرير السودان التي حققت انتصارات عسكرية نتيجة للمساعدات العسكرية والدعم السياسي الذي تلقّته من إثيوبيا وبعض الدول الأفريقية المجاورة للسودان، والمنظمات الكنسية. ونص الاتفاق على وقف لإطلاق النار إلى جانب رفع حالة الطوارىء بغية تمهيد الطريق أمام مؤتمر دستوري عام، على أن يسبقه تجميد العمل بالعقوبات الحدية (الشريعة الإسلامية أو قوانين سبتمبر كما كان يطلق عليها) أو استبدالها بقوانين جديدة مماثلة.
كانت الهزائم المتلاحقة التي مُنيت بها القوات الحكومية في جنوب السودان سببا في تذمّر القيادة العامة للجيش التي عقدت اجتماعاً وتقديمها مذكرة لرئيس الحكومة الصادق المهدي، مطالبة أياه بالعمل على تزويد الجيش بالعتاد العسكري الضروري، أو وضع حدّ للحرب الدائرة في الجنوب. وأحدثت المذكرة بلبلة سياسية في البلاد لأنها تتضمن تهديداً مبطناً للحكومة أو على الأقل توبيخاً رسمياً لتقصيرها في إحدى مهامها الأساسية وهي الدفاع عن البلاد، بإهمالها التزاماتها تجاه الجيش. كما كانت تلك المذكرة مؤشراً خطيراً لتدخل الجيش في السياسة بشكل مباشر؛ بل كان من الغريب أن يقحم جيش - في نظام ديمقراطي- نفسه في السياسة مبتعداً عن المهنية، ويخطر رئيس الحكومة علناً وبشكل مباشر، وليس عن طريق وزير الدفاع، بما يجب أن يعمله لحل المشاكل الوطنية. تدهورت العلاقة بين الجيش وحكومة الصادق المهدي بعد توجيه الفريق فتحي أحمد علي القائد العام إنذاراً إلى الحكومة وطالبها بالاعتدال في مواقفها السياسية ورفع المعاناة عن كاهل المواطنين. رفض الصادق المهدي هذا التهديد وأصدر حزب الأمة[ ؟ ] بياناً أدان فيه مسلك القائد العام وتدخل الجيش في السياسة.
لكن نتيجة تلك المذكرة كانت رضوخ حكومة المهدي في نهاية المطاف للضغوط وإعلانها قبول اتفاقية السلام التي أبرمها الحزب الاتحادي الديمقراطي مع الحركة الشعبية لتحرير السودان، وبطبيعة الحال كانت تلك الخطوة بداية النهاية لحكومة الصادق المهدي الديمقراطية.

### انقلاب الحركة الإسلامية
في العام 1989 قامت الجبهة الإسلامية بانقلاب عسكري تحت اسم ثورة الإنقاذ الوطني، في بداية الانقلاب لم يكن معروفاً توجه الإنقلابيين السياسي ثم ظهرت الجبهة الإسلامية بزعامة حسن عبد الله الترابي من وراءه، وكنتيجة لسياسات الحكومة السودانية الجديدة فقد تردت علاقاتها الخارجية وتمت مقاطعة السودان وإيقاف المعونات من قبل الولايات المتحدة الأمريكية، وتم إدراجه ضمن قائمة الدول الراعية للإرهاب، وتعرضت البلاد في أغسطس 1998 لقصف أمريكي بصواريخ كروز. وتولي عمر البشير الحكم لمدة 30 عامًأ، حتى تمت الإطاحة به في 11 أبريل 2019 بعد احتجاجات عامة شملت البلاد وقام الجيش على إثرها بإزاحة البشير عن الحكم.

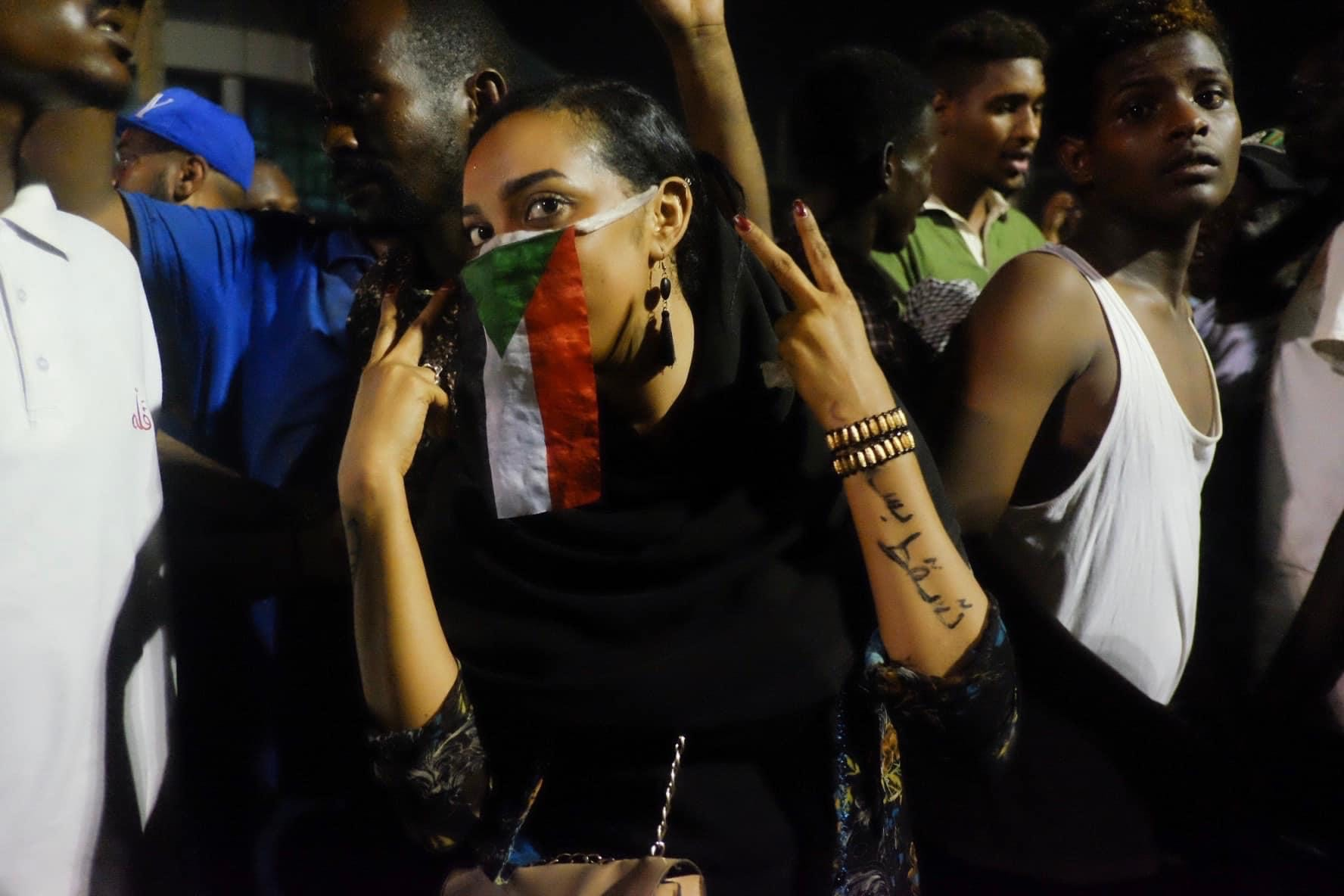
إمراة سودانية في الإحتجاجات ضد البشير.

### المرحلة الانتقالية من أبريل 2019
بعد موجة كبيرة من الاحتجاجات العامة ضد حكم البشير الذي امتد لثلاثين عامًا، قام الجيش في 11 أبريل 2019 بانقلاب عسكري أزاح فيه البشير عن السلطة، وأصدرت القوات المسلحة بيانًا أعلنت فيه اعتقال البشير وتشكيل مجلس عسكري انتقالي بقيادة أحمد عوض بن عوف لقيادة البلاد لمدة عامين كما أعلنت فرضَ حالة الطوارئ 3 شهور في البلاد، وَعلّقت العملَ بالدستور الحالي إلى جانبِ حلّ كل من مجلس الوزراء، حكومات الولايات، المجالس التشريعية وكذا حظر التجوال لمدة شهر في عموم البلاد. بالرغمِ من ذلك؛ استمرت الاحتجاجات طيلة اليوم التالي وطالبَ فيها المحتجّون بتنحية المجلس العسكري الانتقالي ككل وسطَ إصرارهِم على تشكيل حكومة انتقاليّة مدنية. في تمام الساعة 23:30 بتوقيت السودان (20:30 حسبَ توقيت غرينتش)؛ أعلن بن عوف تنازله عن رئاسة المجلس الانتقالي وعيّنَ المفتش العام للجيش الفريق أول عبد الفتاح عبد الرحمن البرهان خلفًا له.

## بنية الدولة

### نظام الحكم
- السلطة التنفيذية: شكل الحكم في السودان حسب إتفاقية السلام الشامل في عام 2005 م، يتكون من ثلاثة مستويات في السلطة:حكم مركزي رئاسي على رأسه رئيس الجمهورية الذي يمثل رأس الدولة ورئاسة الحكومة (مجلس الوزراء) في الوقت نفسه، وحكم إقليمي يمثله ولاة الولايات (وعددها 17 ولاية) والحكومات الولائية، وحكم محلي يتمثل في المحليات المختلفة بالولايات (وعددها 176 محلية).
- السلطة التشريعية: وتتمثل في برلمان مركزي يسمى المجلس التشريعي ثنائي المجلسين: المجلس الوطني ومجلس الولايات. ويتكون الأول من 349 عضواً في الوقت الراهن (كان يتكون من 450 عضواً قبل انفصال الجنوب، منهم 323 من حزب المؤتمر الوطني وذلك قبل شطب النواب الجنوبيين وعددهم 101 عضواً منهم 99 من الحركة الشعبية) ومجالس تشريعية في الولايات.
- السلطة القضائية: وتتكون من المحكمة العليا في المركز وبعض الولايات ومحاكم الاستئناف ومحاكم عامة، ومحاكم ابتدائية يطلق عليها اسم المحاكم الجزئية من الدرجة الأولى والدرجة الثانية والدرجة الثالثة والمنتشرة في كافة الولايات المختلفة، ومحاكم شعبية تسمى محاكم بالمدن والأرياف تضم زعماء القبائل وتطبق العرف.[59][60][61]

### رموز الدولة

العلم السوداني الرئاسي

#### العلم
يتكون علم السودان من ثلاثة مستطيلات: أعلاها أحمر اللون، يليه مستطيل أبيض اللون وثالث لونه أسود[ ؟ ] إلى جانب مثلث أخضر.
تم تفسير الألوان الأربعة للعلم على النحو التالي: اللون الأحمر ويرمز لدماء شهداء الوطن، وأما اللون الأبيض فهو رمز نقاء السريرة ونبل الطباع، والسلام والوئام، واللون أسود[ ؟ ] هو اللون الذي اشتق منه اسم بلاد السودان ويجسد الشجاعة والاعتزاز بالوطن والتراث ويرمز أيضاً للانتماء إلى القارة السمراء والأخضر يرمز إلى خصوبة الأراضي الزراعية. والعلم في مجمله يتبع خط القومية العربية.

#### النشيد الوطني
كتبت كلمات النشيد الوطني السوداني الحالي لتكون نشيداً لقوة دفاع السودان وهي نواة الجيش السوداني والتي تأسست في عام 1955 إبان فترة الحكم الذاتي التي سبقت إعلان الاستقلال. وقد ألّف الكلمات الشاعر أحمد محمد صالح المولود في عام 1896 والمتوفي في عام 1971 م ووضع ألحانه الموسيقار أحمد مرجان المولود في عام 1905 م، والمتوفي في عام 1975 م، وأطلق عليه رسمياً اسم «السلام الجمهوري».

#### الشعار
الشعار الرسمي للسودان هو صقر الجديان أو الطائر الكاتب Secretary Bird الذي يظهر وهو ناثر جناحيه إلى أعلى من جهة اليمين واليسار، وموجه رأسه نحو اليسار، بينما تظهر ريشات رأسه منفوشة إلى الخلف، ويتوسط صدره درع وطني تقليدي من الجلد، وتوجد فوق رأسه ما بين الجناحين لفافة مفتوحة مكتوباً عليها شعار «النصر لنا» باللغة العربية بينما تظهر لفافة أخرى مماثة في قاعدة الشعار مكتوباً عليها «جمهورية السودان» باللغة العربية.

### الأعياد والعطل الرسمية

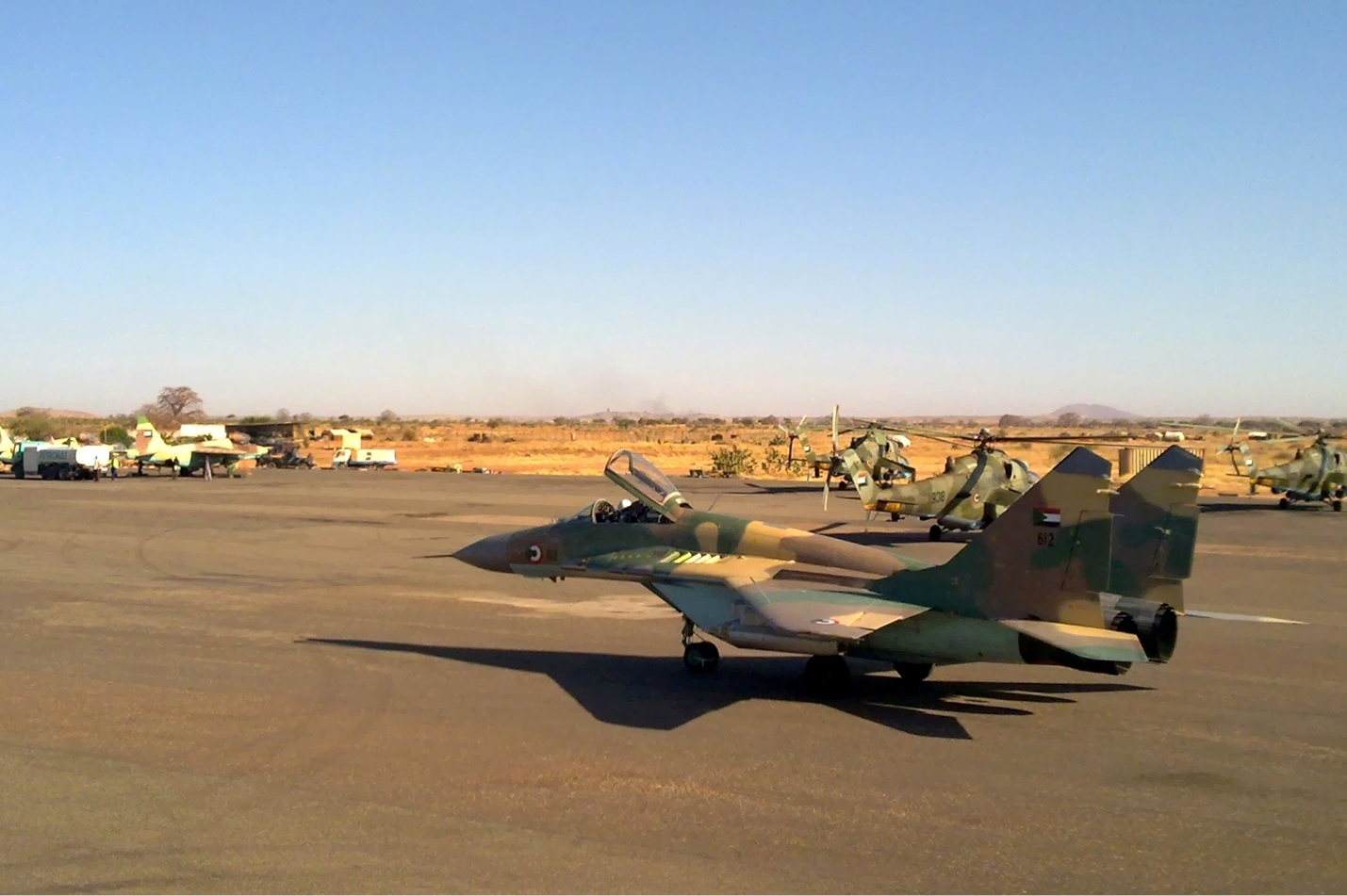
القوات الجوية السودانية.

| 1 يناير / كانون الثاني | رأس السنة الميلادية عيد الاستقلال                  |
| 7 يناير / كانون الثاني | عيد الميلاد المجيد عند الكنيسة الأرثوذكسية الشرقية |
| 30 يوليو / تموز        | عيد الشهداء                                        |
| 19 ديسمبر/ كانون الأول | عيد استقلال السودان (من داخل البرلمان)             |
| 25 ديسمبر/ كانون الأول | عيد الميلاد المجيد حسب الكنائس الغربية             |
| 1 محرم[ ؟ ]            | رأس السنة الهجرية                                  |
| 12 ربيع الأول          | المولد النبوي الشريف                               |
| 27 رجب                 | الإسراء والمعراج                                   |
| 1 شوال                 | عيد الفطر                                          |
| 10 ذو الحجة            | عيد الأضحى                                         |

### الجيش
- أنشئ الجيش السوداني في العام 1925 وشاركت وحدات منه في الحرب العالمية الثانية، وله عقيدة قتالية تقوم على أساس الدفاع عن الوطن والحفاظ على سيادته ووحدته الوطنية ويقوم بمهام مدنية تتمثل في تقديم المساعدات أثناء الكوارث الطبيعية وحفظ الأمن في حالة الأوضاع الأمنية المضطربة. سن الخدمة العسكرية 18 عام.
- يتبع الجيش لوزارة الدفاع السودانية التي يقع مقرها في مدينة الخرطوم.
- يوجد في السودان مصنع الصافات 1 و 2، ويصنع هذان المصنعان جل احتياجات القوات البرية السودانية

## الشرطة الموحدة السودانية
- أسس حاكم السودان العام ونجت باشا بوليس المديريات (المحافظات) واستعان أيضاً بشيوخ القبائل لبسط الأمن والنظام في البوادي. وباستقلال السودان في 1956 م انضمت الشرطة السودانية إلى منظمة الإنتربول (البوليس الدولي).
- أنشأت كلية الشرطة لتدريب المنتسبين إليها ولاحقاً تم ضمها الي جامعة الرباط الوطني، التابعة للشرطة تحت اسم كلية علوم الشرطة والقانون.
- يقع مقر الشرطة السودانية في مدينة الخرطوم في منطقة بري[ ؟ ].

## النظام القانوني

### إنشاء الجهاز القضائي
في ظل الإدارة البريطانية للسودان، كانت البلاد تدار عن طريق ثلاثة سكرتيرين وهم السكرتير الإداري – السكرتير المالي – السكرتير القضائي. وعلى رأس هؤلاء يأتي الحاكم العام. وكان الجهاز القضائي للبلاد ينظم المحاكم المدنية والجنائية والشرعية بكل درجاتها، ويتولى صياغة القوانين ونشرها ورفع القضايا المدنية نيابة عن الحكومة والدفاع عنها فيما يرفع ضدها من قضايا كما يمثل الاتهام في القضايا الجنائية الهامة ( قضايا القتل – القضايا السياسية – القضايا ضد أمن الدولة ) وبتقديم المشورة والنصح القانوني لأجهزة الدولة، وبصفتها تلك كانت تمارس سلطات قضائية وتشريعية وتنفيذية.
وكنتيجة لقيام الحكم الذاتي في البلاد تنفيذاً للاتفاقية التي أبرمت بين دولتي الحكم الثنائي ( المملكة المتحدة ومصر ) التي نصت على فصل السلطات الثلاث بعضها عن بعض ( السلطة القضائية – السلطة التنفيذية – السلطة التشريعية) تم في فبراير عام 1953 م إنشاء مصلحة الضباط القانونين منفصلة عن المصلحة القضائية كنواة لوزارة العدل وتبعتها بعض الإدارات شبه القضائية كتسجيلات الأراضي والتركات.

#### مصلحة الضباط القانونيين
وقد انتدب للمصلحة في البداية اثنان من قضاة المحكمة العليا هما محمد أحمد أبو رنات وأحمد متولي العتباني وقد استقر الرأي فيما بعد على أن يبقى أبو رنات في القضائية ليصبح أول رئيس قضاء سوداني بعد الاستقلال وأن ينتقل عتباني إلى مصلحة الضباط القانونين ليصبح أول نائب عام بعد الاستقلال، وقد عمل على إرساء العمل بالمصلحة الوليدة لتصبح وزارة العدل في يناير 1956م وقد انتقل من السلطة القضائية مع أحمد متولي العتباني نفر قليل من القضاة نذكر منهم:
- عمر أبو بكر محمد
- صلاح الدين محمد شبيكة
- ومن الإنجليز المستر (مكل) J.J.MUKLE ليصبح المحامي العام
- ومستر (تيرنبل ) ليكون المشرع العام

ضمت مصلحة الضباط ثلاث أقسام هي:
القسم المدني والجنائي :وكان يباشر المهمتين بالإضافة إلى تقديم الرأي القانوني، وكان على رأسه المحامي العام المستر (MUKLE) عاونه في البداية  عمر أبو بكر محمد وصلاح الدين محمد شبيكة والأخير عاد فيما بعد إلى السلطة القضائية وتدرج في مناصب القضاء إلى أن صار رئيساً للقضاء وقد استمر عمر أبو بكر في العمل بوزارة العدل إلى أن استقال في آخر أيامه وفتح مكتباً للمحاماة. وكان هذا القسم يباشر القضايا المدنية المرفوعة من الحكومة أو ضدها والقضايا الجنائية الهامة – كقضايا القتل وقضايا أمن الدولة وخاصة ما كان يرفع منها بموجب المادة 105 من قانون العقوبات آنذاك وقد اشتهرت هذه المادة كثيراً وكان يقدم بموجبها كثير من ناشطي الحركة الوطنية والمتصدين للمعارضة وقيادة المظاهرات ضد الإنجليز أو الحكومة، كما كان القسم يقدم النصح والمشورة القانونية لكل أجهزة الدولة.
قسم التشريع ( صياغة القوانين) :كان يرأسه المستر تيرنبل المشرع العام ويتولى ذلك القسم صياغة وإعداد مشروعات القوانين وكانت تعد باللغة الإنجليزية ثم تترجم إلى اللغة العربية، وكان يتولى ترجمتها محمد أحمد التجاني الذي صار فيما بعد مديراً للإدارة ثم انتدب للعمل بدبي. وكان يتولى قسم التشريع إصدار (الغازيتة) والتي كانت تصدر باللغتين العربية والإنجليزية.
قسم الإدارة :وكان على رأسه عكاشة عبد الكريم يليه حسن إبراهيم وأحمد محمد سنوسي مسؤولاً عن كل أعمال القسم المدني والجنائي ومحمد أحمد التجاني والدر ديري الفيل مسؤولان عن قسم التشريع مع محاسب واحد. ومن البداية عمد أحمد متولي العتباني إلى دعم المصلحة بعدد من القانونيين الممتازين منهم البروفسير محمد إبراهيم خليل، وعابدين إسماعيل والذي عمل لفترة قصيرة من الزمن والسيد إسماعيل بارفيز وهو قانوني هندي ممتاز في صياغة القوانين، والسيد حبشي سمري ومحمد سعيد الخضير وهما خبيران مصريان وأيضا المستر كول وهو بريطاني الجنسية والمستر جي آر بال هندي الجنسية والمستر دي ساي الهندي، كما استقدم من هولندا أول خبير في القانون الدولي هو المستر فان سانتن (VAN SANTEN) ليشرف على الإتفاقيات الدولية وإجراءات انضمام السودان لها، كما ضم إلى وزارة العدل مهدي شريف ليعاونه ثم خلفه في منصبه وقد كان عتباني يشرف بنفسه على صياغة التشريعات بعد أن غادر المشرّع العام الإنجليزي منصبه في بداية عام 1956. كما دعم الوزارة بالوظائف القانونية بشتي الأقسام إلى أن غادرها ليعمل في المحاماة.

#### وزارة العدل
كان لوزارة العدل الدور الأكبر في إعداد دستور البلاد المؤقت لسنة 1956، كما كان السيد لعتباني دور مشهود في إعداد الهيكل التنظيمي للحكومة فهو الذي أعد تقسيم العمل إلى وزارات معينة وذلك بصفته مستشاراً لإسماعيل الأزهري، كما تحولت مصلحة الضباط القانونيين في يناير 1956 م الي وزارة العدل وتم تعيين القاضي الشرعي مدثر البوشي كأول وزير للعدل، علماً بأن علي عبد الرحمن القاضي الشرعي أيضاً كان أول مسؤول سوداني عن وزارة العدل أبان الفترة الانتقالية من عام 1953 م إلى نهاية عام 1955م). وقد قام وزير العدل آنذاك بإنشاء ما يسمى بالشؤون الدينية وضمها لوزارة العدل لتكون الجهة المشرفة على التعليم الديني في المعاهد الدينية وقد تطورت على مر الزمن وكان من أبرز من عمل في إنشائها وتقدمها دكتور كامل الباقر ومعه شيخ يوسف حمد النيل وقد كان تمكن من إنجاز الكثير في دعم الشؤون الدينية وتوفير احتياجاتها كما ضمت إبراهيم زين العابدين وكان من خريجي المعهد العلمي القديم وقد قام منفرداً بإعداد المناهج التي كانت تدرس في المعاهد العلمية، وفي مرحلة لاحقة تم فصل الشؤون الدينية حيث أفردت لها وزارة منفصلة مع الأوقاف ومرة أخرى ألحقت بوزارة التربية والتعليم.
تضم وزارة العدل اليوم الادارات الاتية:
- إدارة التشريع.
- إدارة الشؤون المدنية والرأي.
- إدارة الشؤون الجنائية.
- إدارة مكافحة الثراء الحرام والمشبوه.
- إدارة العقود.
- إدارة الاتفاقيات والقانون الدولي.
- إدارة حقوق الإنسان والقانون الإنساني.
- إدارة العون القانوني.
- الإدارة العامة للشؤون الإدارية والمالية.
- إدارة التدريب.
- إدارة التسجيلات التجارية.
- إدارة الملكية الفكرية.

### أصول القانون السوداني
نصت اتفاقية الحكم الثنائي على عدم تطبيق القاتون المصري في السودان وعليه أسس البريطانيون القانون السوداني على القوانين الهندية بعد تعديلها لتناسب أعراف وتقاليد البلاد وقد صاغ أغلب القوانين السودانية اللورد بوناهام كارتر. وقد اسست القوانين الهندية (1837) بدورها على ما يعرف بقوانين «ماكولي» وهو نائب بريطاني اعترض على فكرة نسخ القوانين الإنجليزية للمستعمرات كما فعل البريطانيون في أستراليا وكندا على سبيل المثال. حيث احتج بأن القانون الإنجليزي لا يصلح للتطبيق الأعمى في بلاد تختلف حضاراتها ومعتقداتها وبيئتها هن إنجلترا. فقام بإعداد القانون الهندي ملتزما بمبادئ القانون الإنجليزي العامة وبانيا على القانون المغولي الإسلامي السائد في الهند قبل استعمارها.
ولم يكن في السودان قبل ذلك من التجارب القانونية ما يمكن أن يستهدى به لتنظيم العلاقات والمؤسسات في دولة حديثة. حيث حكم السودان بقوانين محلية هي مزيج من الأعراف السائدة والشريعة الإسلامية كما فهمها وفسرها فقهاء الحقبة. حيث أورد ود ضيف الله في الطبقات امثلة وضح فيها تغلب العرف على الشريعة في عهد الفونج حتى كاد يختفي أثرها من القانون السائد. أما في الفترة المهدية فقد بنيت الأحكام على الشريعة الإسلامية كما فسرها المهدي (والخليفة من بعده) وعد الخروج عن فهمهما خروجاً عن الدين.
قام المستعمرون بإصدار عدد من القوانين المنظمة للعديد من أوجه الحياة بالسودان، مثل قانون العقوبات والإجراءات الجنائية (1899) وقانون تسوية الأراضي (1899) وقانون نزع الملكية وقانون الشفعة المستهدي بالشريعة الإسلامية. ثم قانون الأوراق المالية (1917) وقانون إشهار الإفلاس (1918) والشركات المساهمة (1925) وإبادة الجراد (1907) والمواد الغذائية والضروريات (1926) وقانون القوارب (1907) وقانون الرخص (1922) وقانون المكوس (1924).
ارتبطت القوانين السودانية بالعرف السوداني إلى حد كبير حيث رفض القضاة السودانيون الاستناد إلى السوابق الإنجليزية في مرات عديدة لمخالفتها للواقع والمجتمع السوداني.
و يذكر منصور خالد أن العرف المحلي السوداني رغم كونه مؤثراً كبيراً في القانون السوداني والسوابق القضائية إلا أنه لم يدرس أو يوثق بشكل كاف إلا في قضايا الأراضي في شمال السودان. وفي عام 1958 ترأس القاضي السوداني محمد أحمد أبو رنات لجنة مراجعة القوانين في شمال نيجيريا وأوصت اللجنة بتطبيق القانون السوداني بعد تطويعه ليوافق الواقع المحلي في المنطقة.

### تعديل القوانين
تصاعدت الدعوات لتعديل القوانين السودانية وذلك لسببين:
- التوفيق بين مصادر التشريع بصورة تحقق التوافق بين الشرعي والعرفي والوضعي. إذ أنه لا تعارض بين اهداف القوانين المتمثلة في حماية الحقوق وتركيز قواعد العدل.
- جمع شتات القوانين التي مستها يد التعديل بصورة متكررة وعشوائية دون نشرها لكل مستخدميها. حيث أبقى على أصول القوانين كما هي وعدلت بملاحق تشريعية متعددة لم يتم توزيعها بصورة ملائمة مما أدى لإستمرار بعض المحاكم النائية في الحكم بمنطوق قوانين لم تعد سارية.

#### لجنة تعديل القوانين 1968
نادت ثورة أكتوبر بتعديل القوانين لتتماشى مع المعتقدات السودانية كواحد من الأهداف الكبرى للثورة. وقد اعقب ذلك صراع محموم بين القانونين من خريجي جامعة الخرطوم المتمرسين على القوانين باللغة الإنجليزية ونظرائهم من خريجي الجامعات المصرية المتدربين باللغة العربية. وقد بدأ الصراع حول اشتراط اللغة الإنجليزية كشرط لإمتحانات المعادلة المطلوبة قبل ممارسة مهنة القانون. وسرعان ما اتسع الصراع ليصبح نداءاَ لاستبدال القانون السوداني بالقانون المصري. وكوّنت خمس لجان لمراجعة القوانين بموجب قانون اللجان لعام 1968. وكلفت هذه اللجان بمسح القوانين المستخدمة في المحاكم السودانية ومراجعتها مع دراسة مدى تطابقها مع الأعراف والتقاليد المحلية والعمل على تطوير النظام خصوصا في ما يتعلق بتدوين القوانين ونشرها وإزالة التعارض بينها. اتفقت جميع اللجان على الاعتراف بالقوانين القائمة والبناء عليها تعديلاً وتطويراً. مضت اللجان في أعمالها حتى انقلاب مايو 1969

#### لجنة إعادة النظر في القوانين 1970
شغل بابكر عوض الله منصب نائب الرئيس نميري ووزير العدل واهتم بتعديل القوانين بحكم موقعه السابق كرئيس للقضاء. وشكلت لجنة جديدة في أغسطس 1970 ضمت فريقاَ من القانونيين المصريين وفريقاً من العاملين بوزارة العدل. وفي ثمانية أشهر من تكوينها اصدرت اللجنة مشروعات القانون المدني السوداني وقانون الإجراءات الجنائية وقانون العقوبات وقانون المرافعات المدنية، وقد نقلت كل هذه القوانين بالنص من القانون المصري دون مراعاة للاختلافات بين المجتمعين ودون أخذ الإرث السوداني القضائي على مدى خمسة وسبعين عاماً بالحسبان.
أدى تعديل القوانين بهذه الطريقة المفاجئة إلى كثير من البلبلة لأن القانون المصري مبني على القانون النابليوني القاري وهو مختلف عن القانون الإنجليزي الذي شكل أساس القانون السوداني. وبالتالي فإن جمهور القانونيين السودانيين لم يتمتعوا بخبرة تذكر في القانون الجديد.

## الاقتصاد

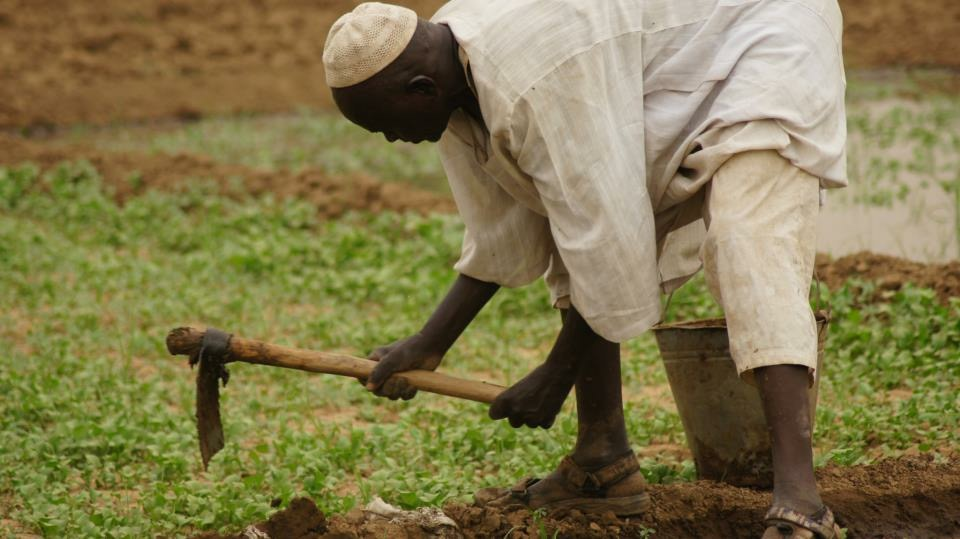
فلاح سوداني.

### النقل والمواصلات

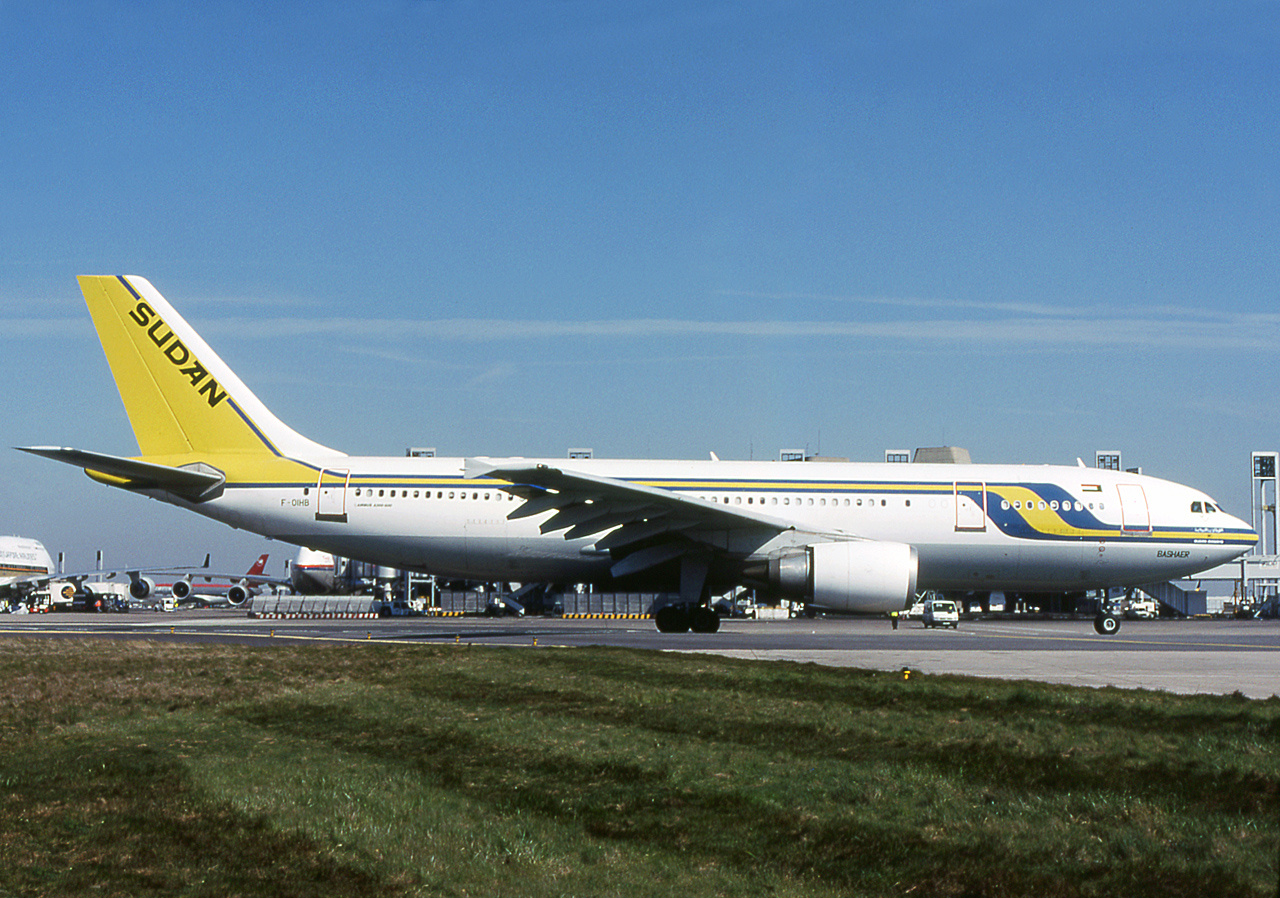
طائرة سودانير، الخطوط الجوية السودانية،الناقل الوطني للسودان

## السكان

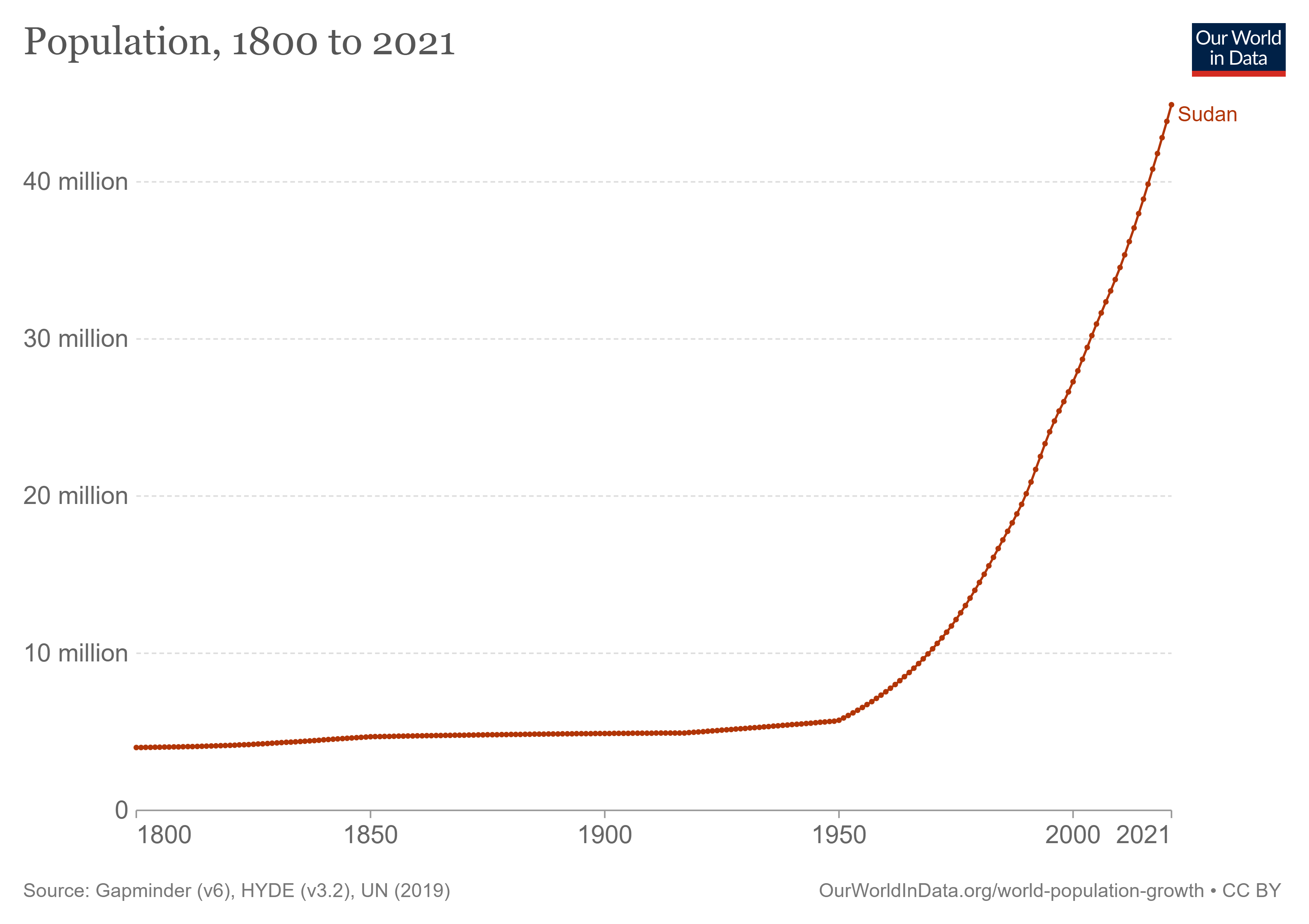
التطور الديمغرافي في السودان

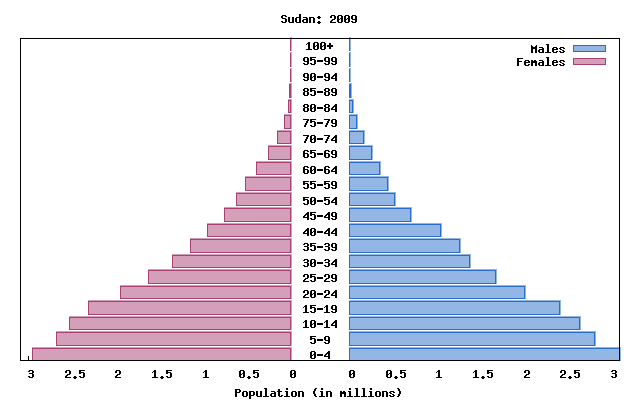
الهرم السكاني في السودان

السودان، الكثافة السكانية (شخص لكل كيلومتر مربع).

## السياحة

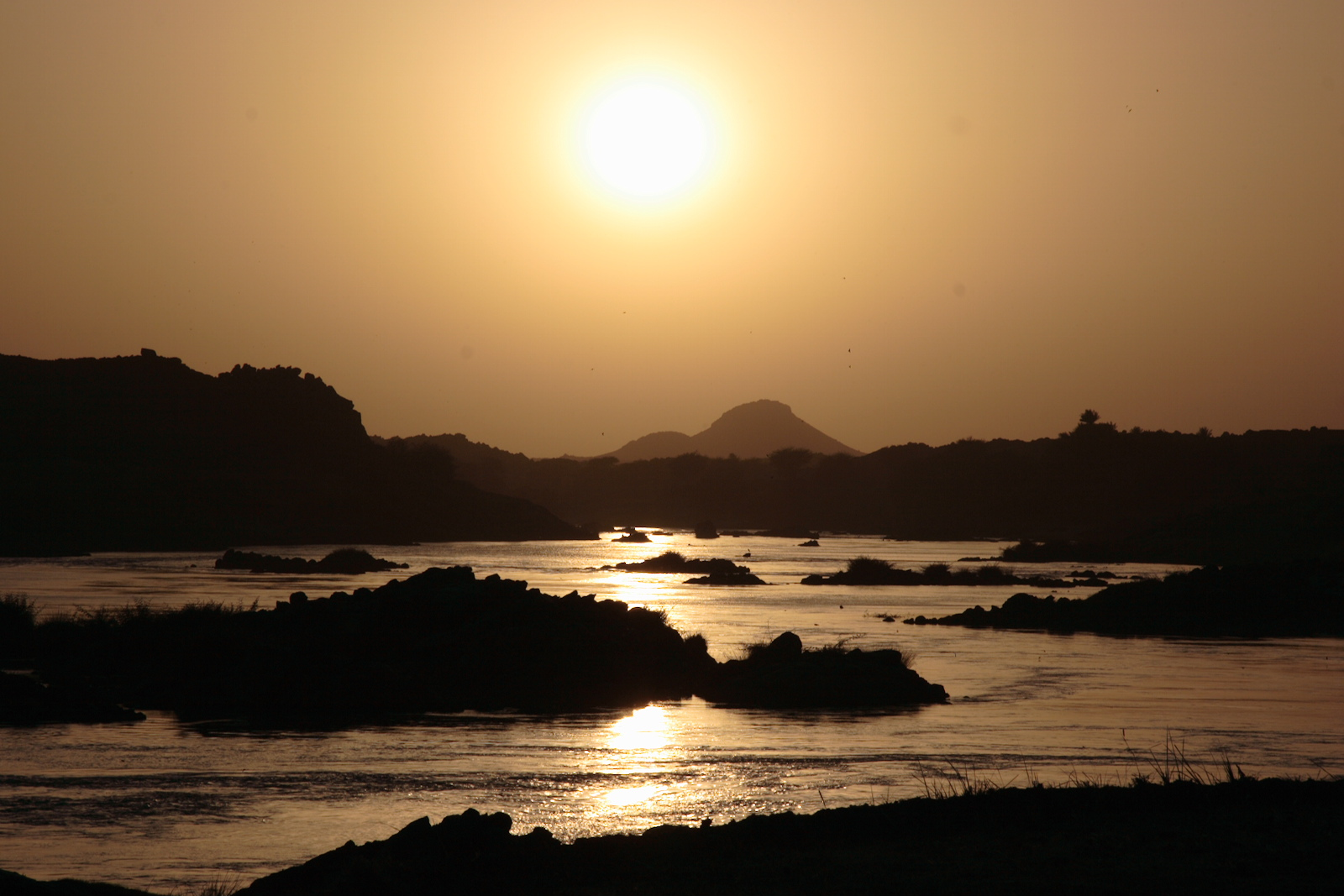
غروب الشمس على النيل في منطقة المناصير
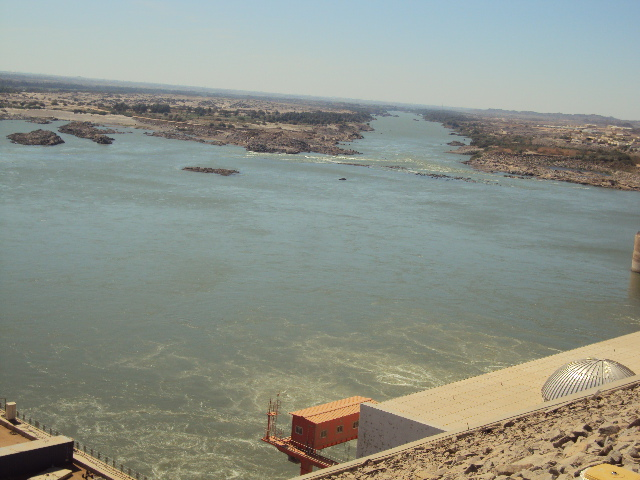
السودان - سد مروي
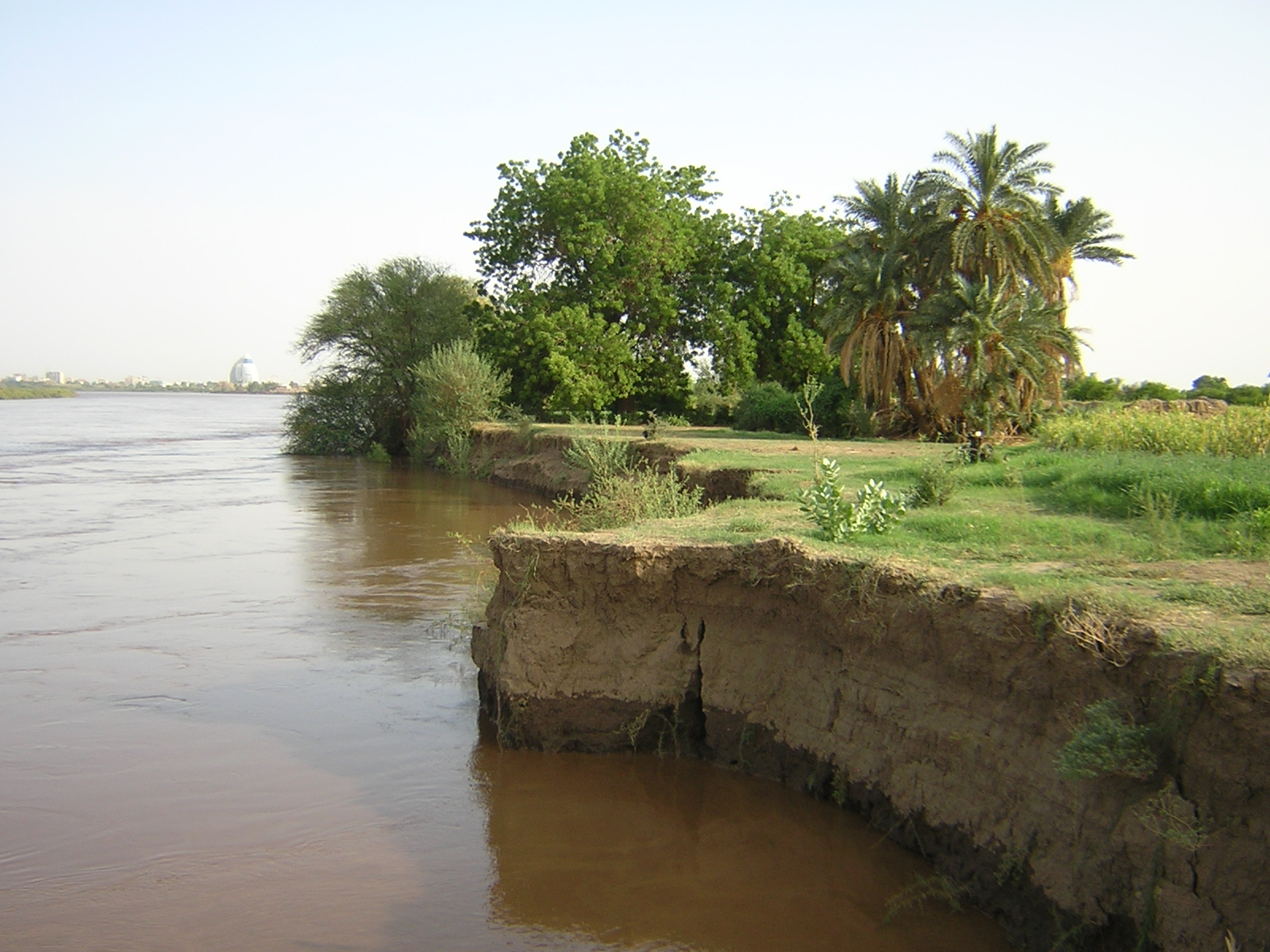
جزيرة توتي
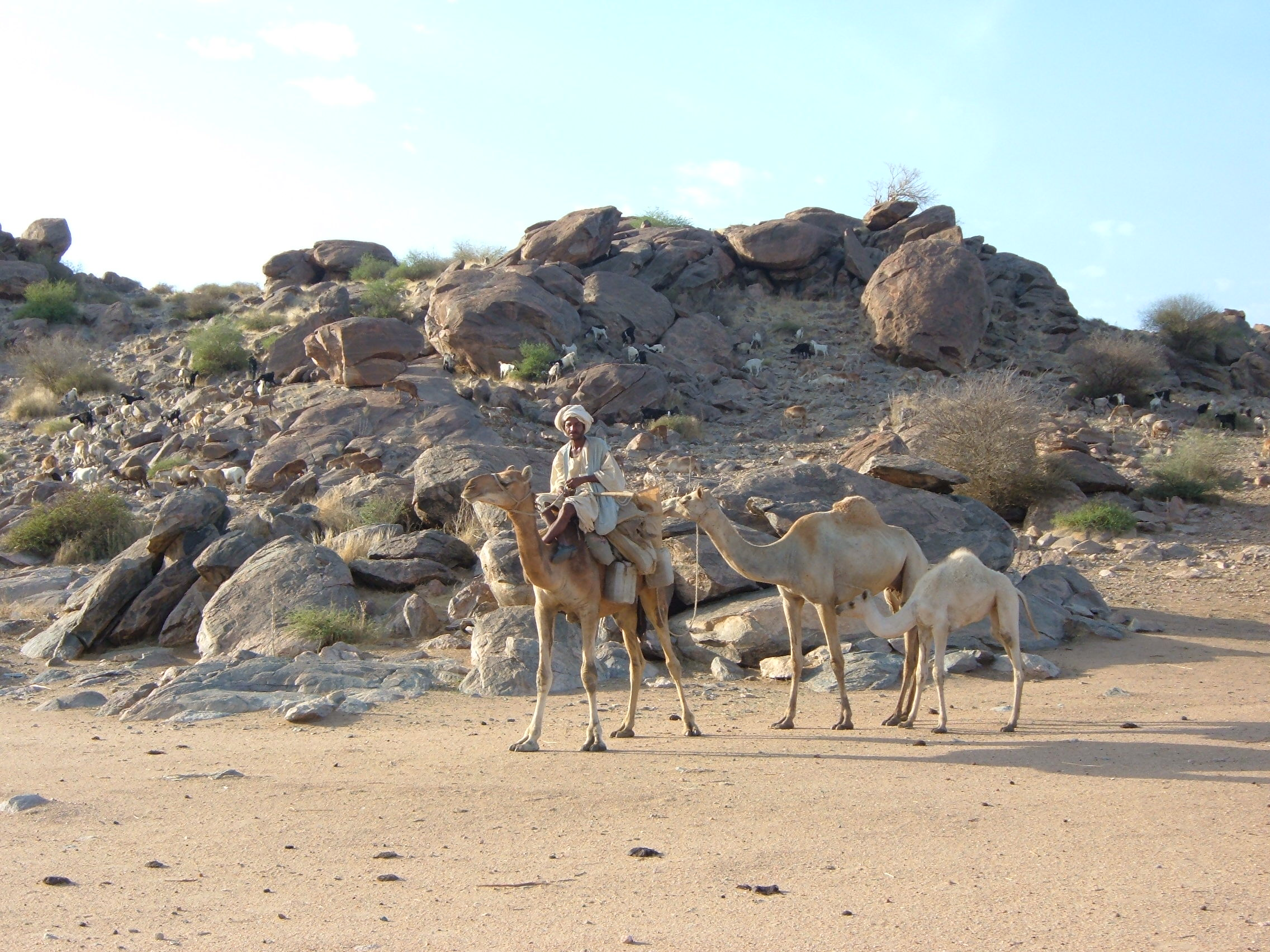
الإبل في السودان
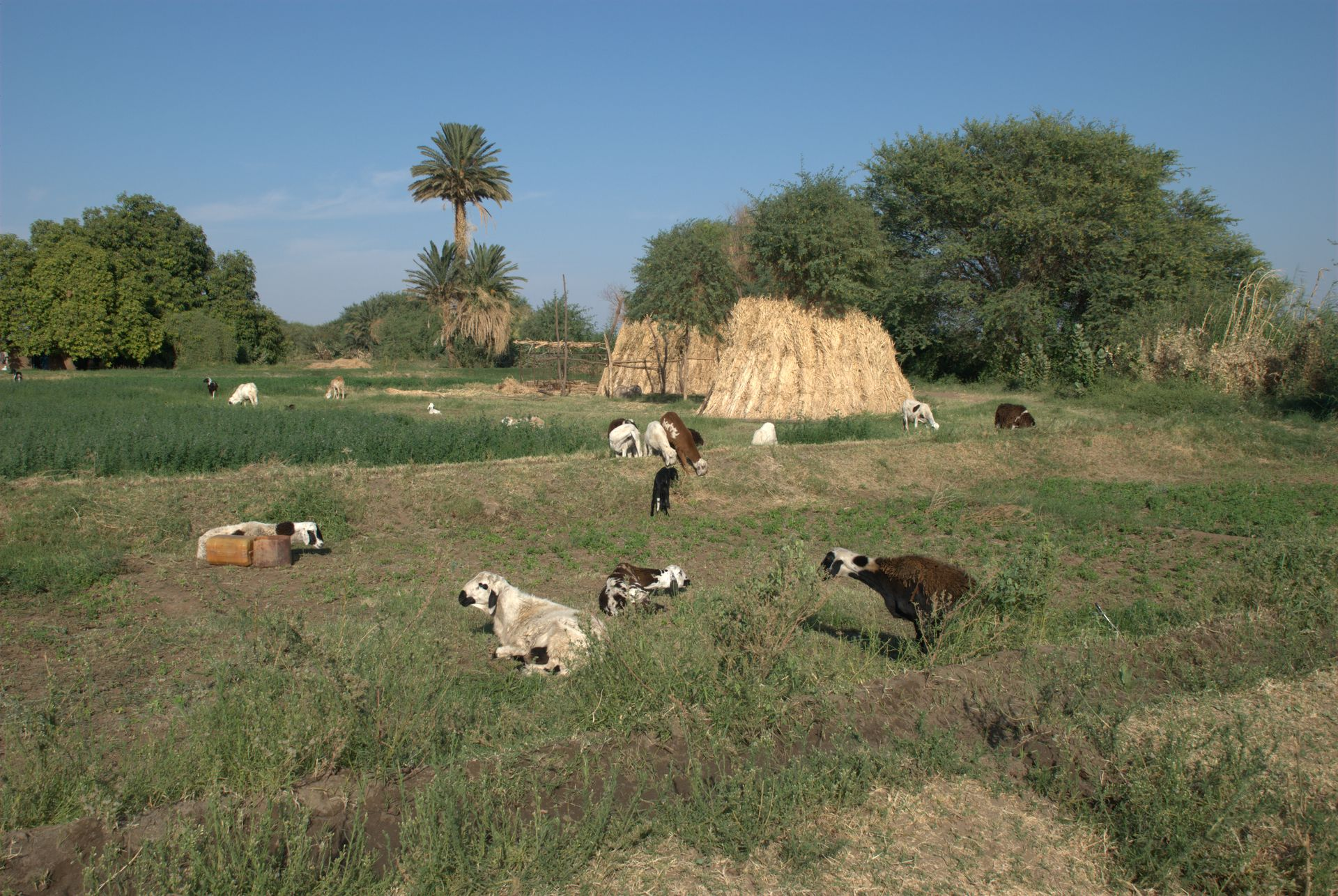
حقل في دنقلا
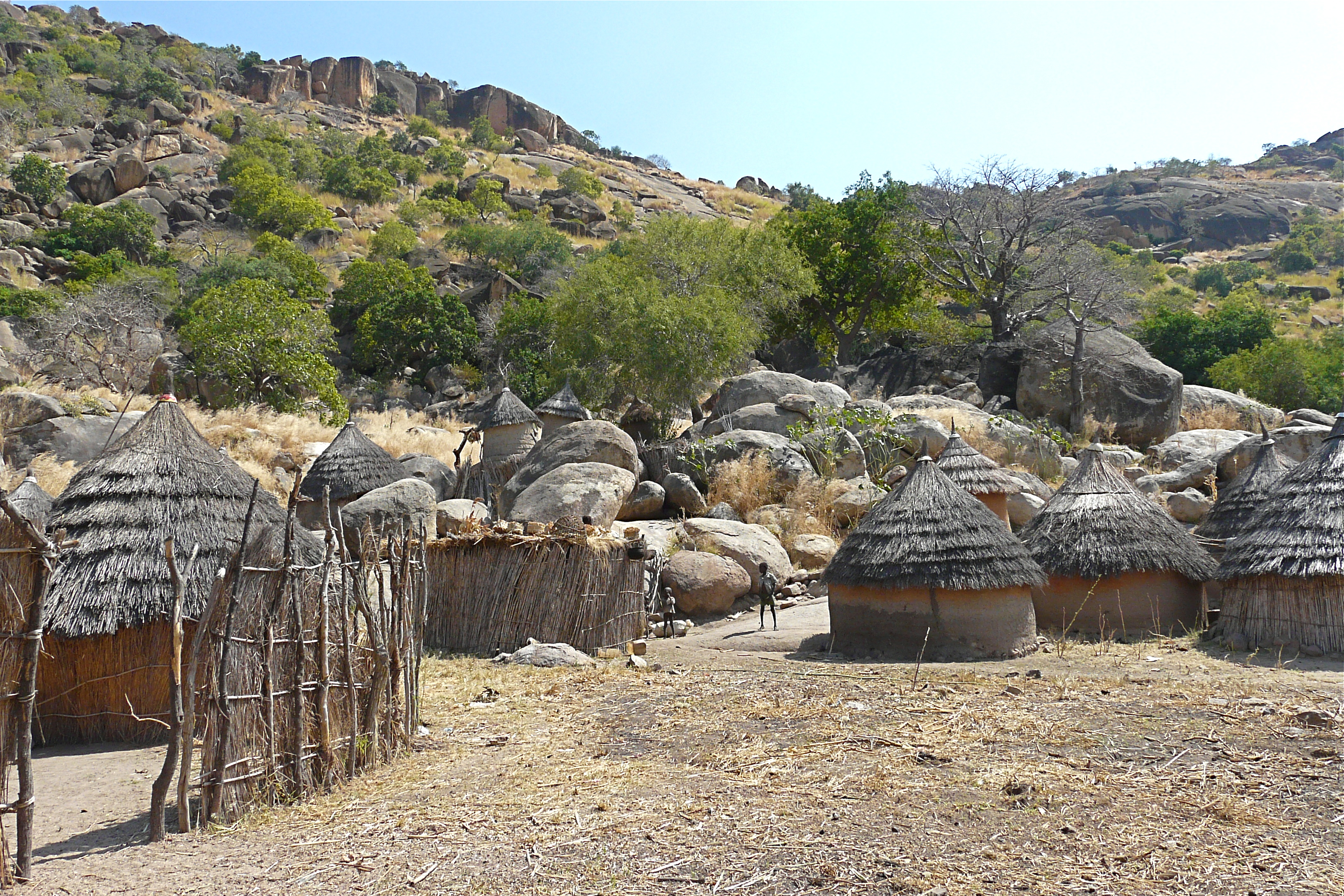
قرية بجبال النوبة
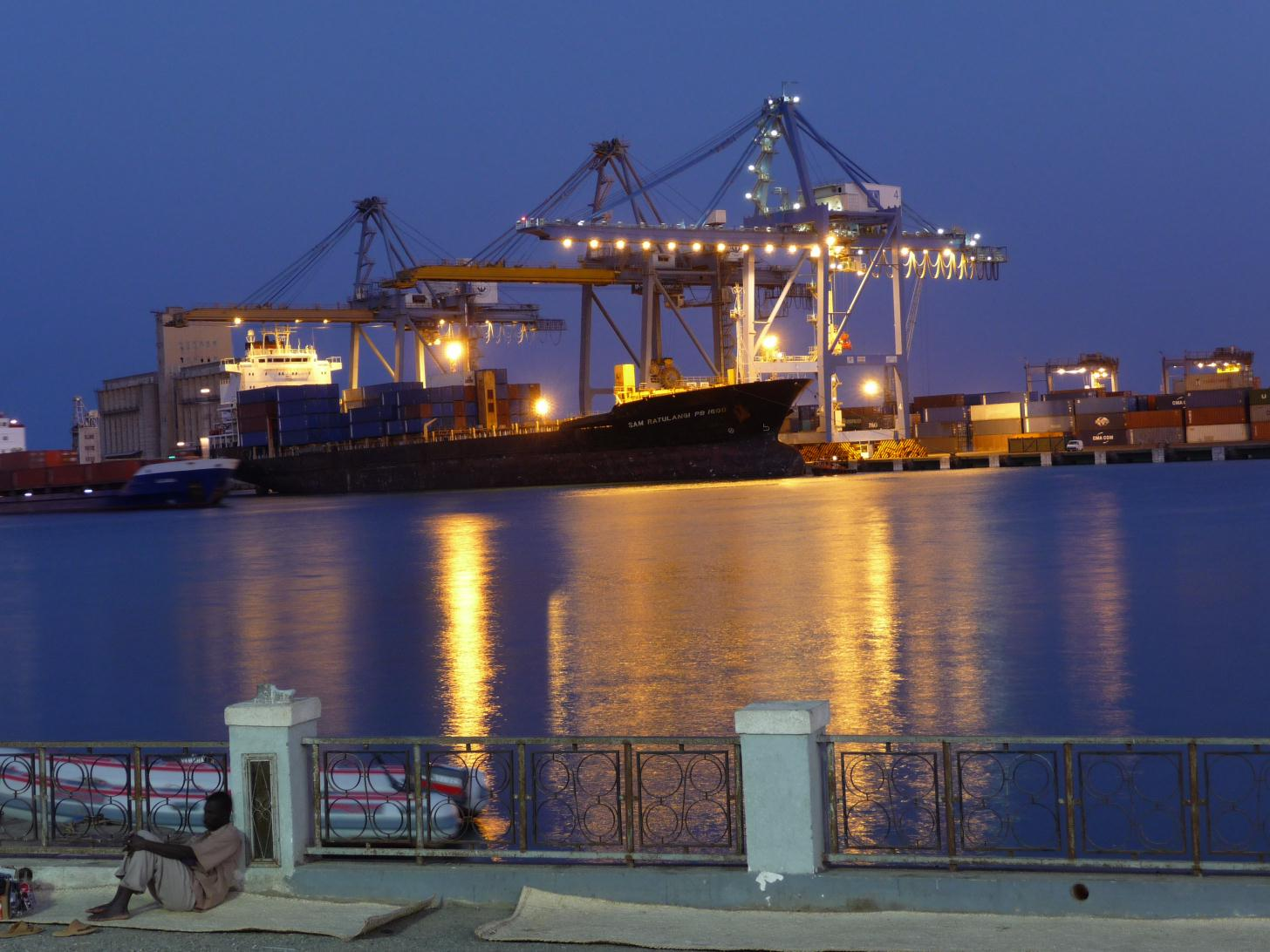
ميناء بورتسودان
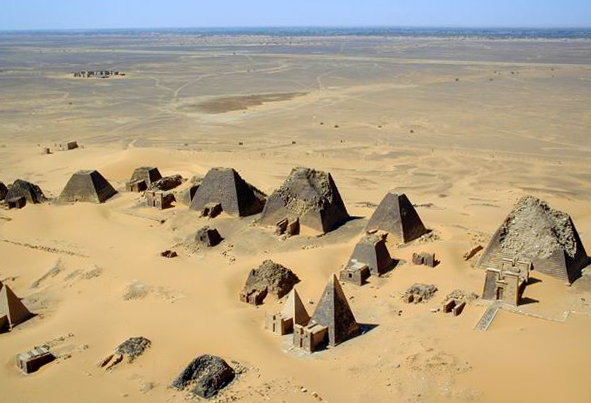
الأهرامات النوبية في مروي

### الأديان

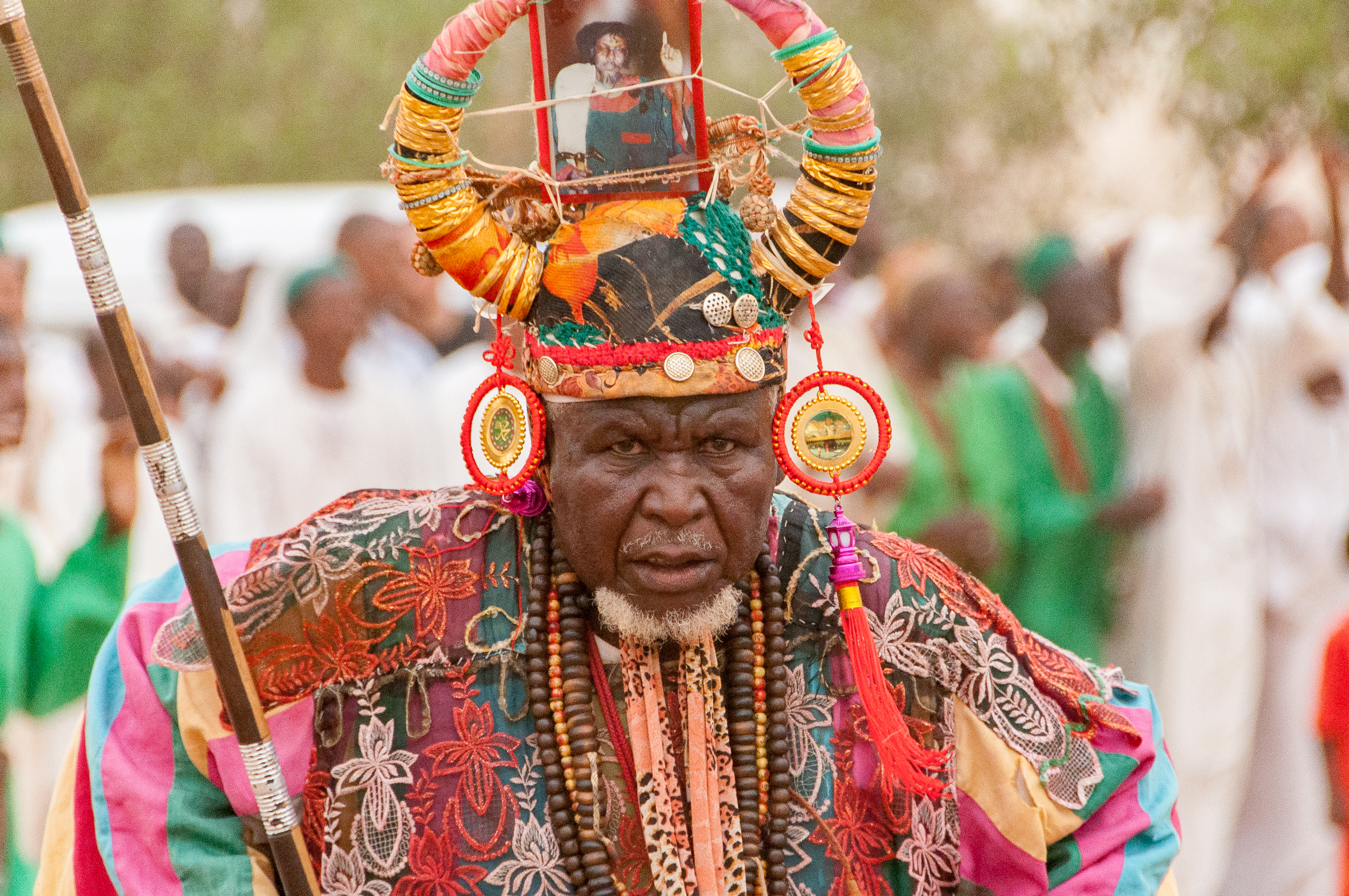
رقص الطرق الصوفية في السودان.

### الموسيقى

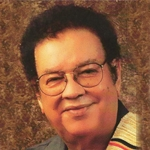
الفنان عبد الكريم الكابلي، غنى قصيدة أبو فراس الحمداني، أراك عصي الدمع، على السلم الموسيقي الخماسي
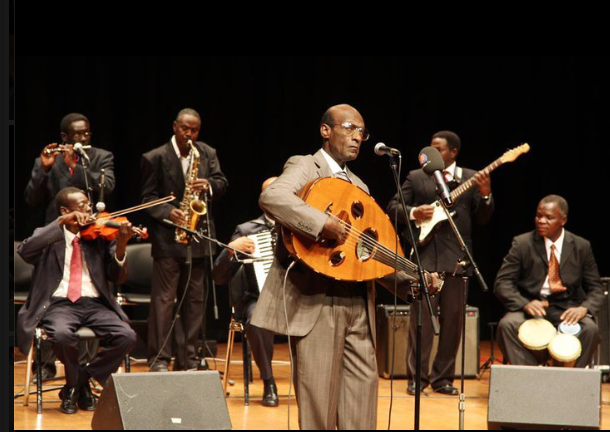
الفنان محمد الأمين
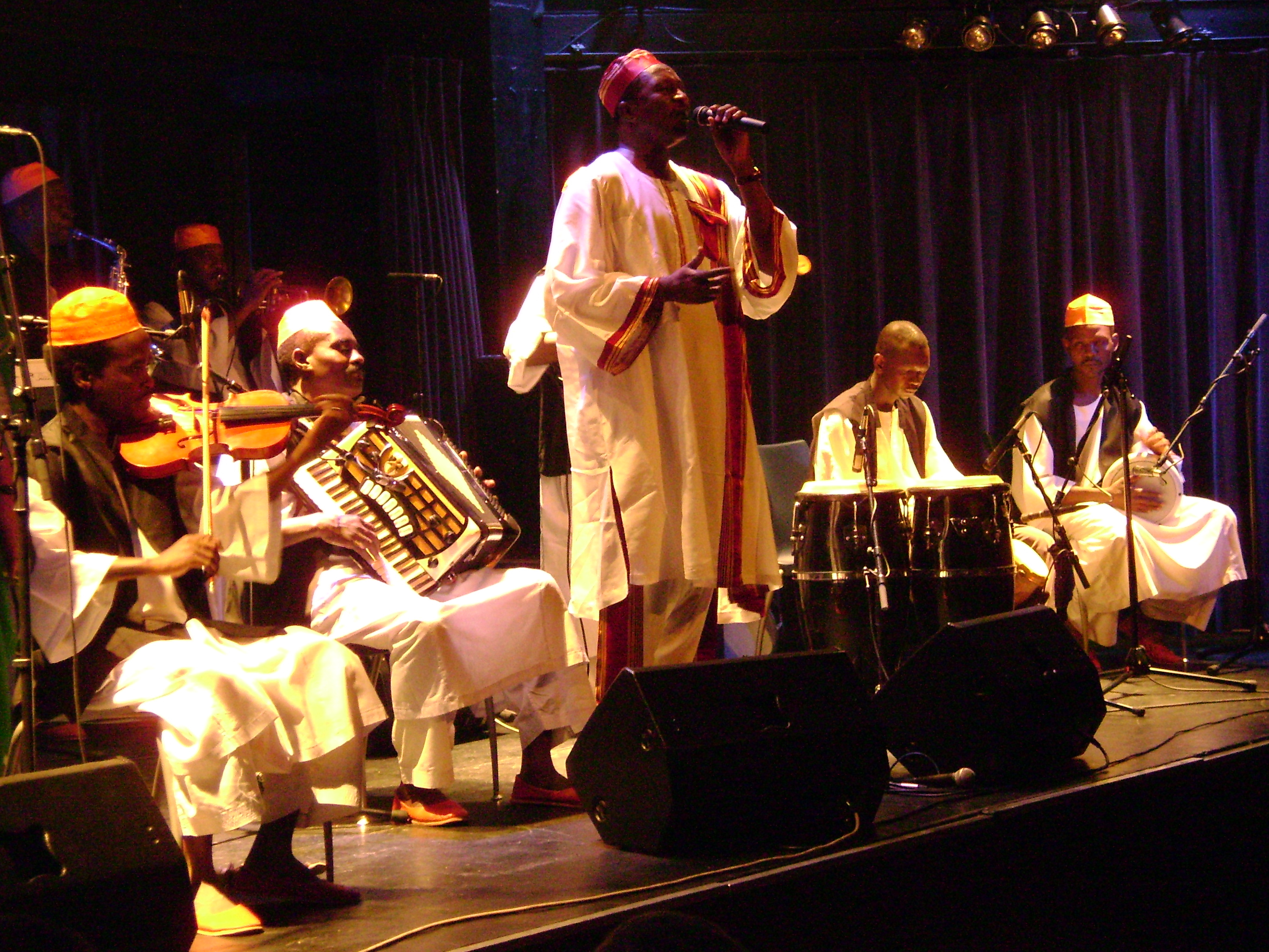
عمر إحساس في إحدى عروضه الموسيقية
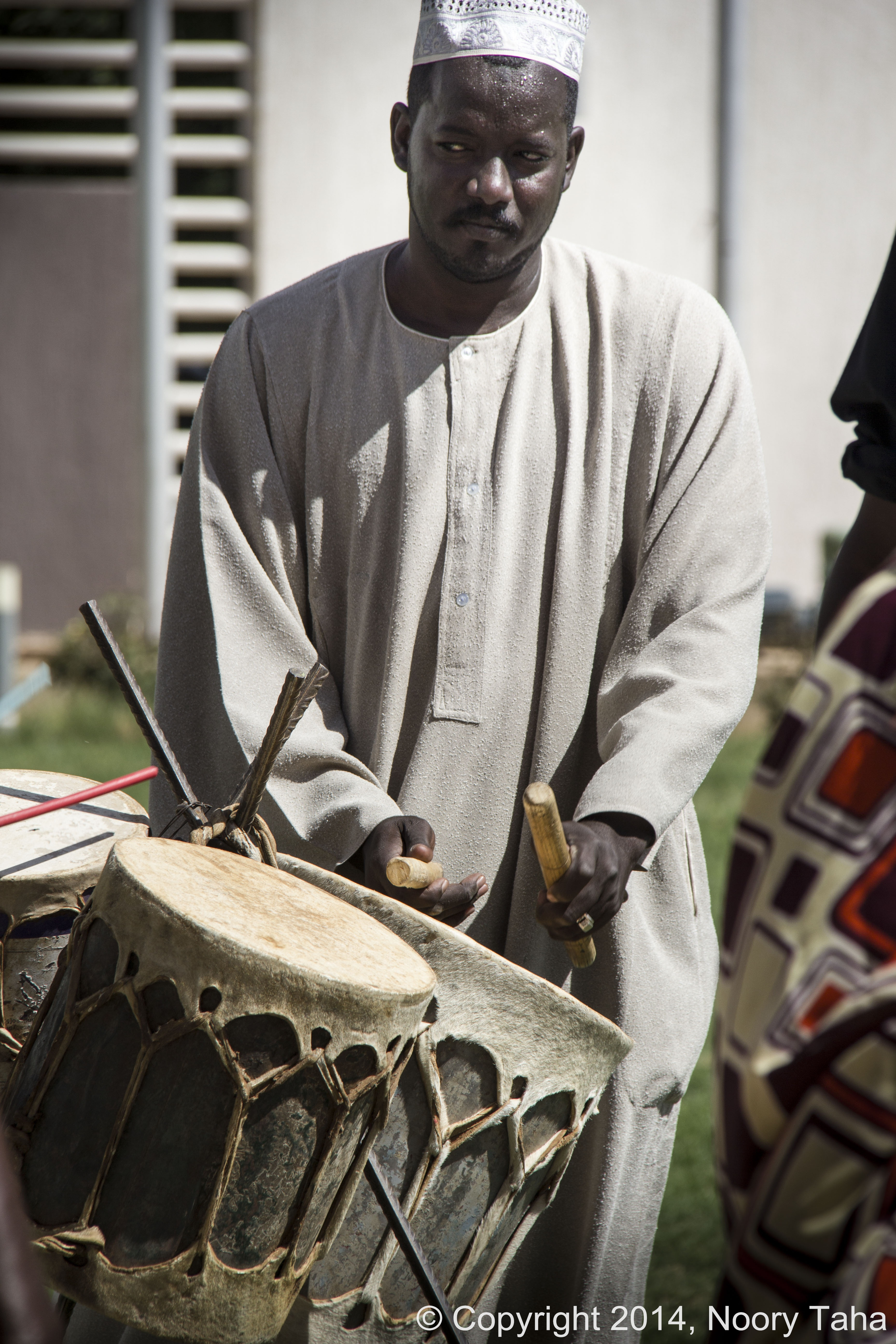
موسيقى سودانية
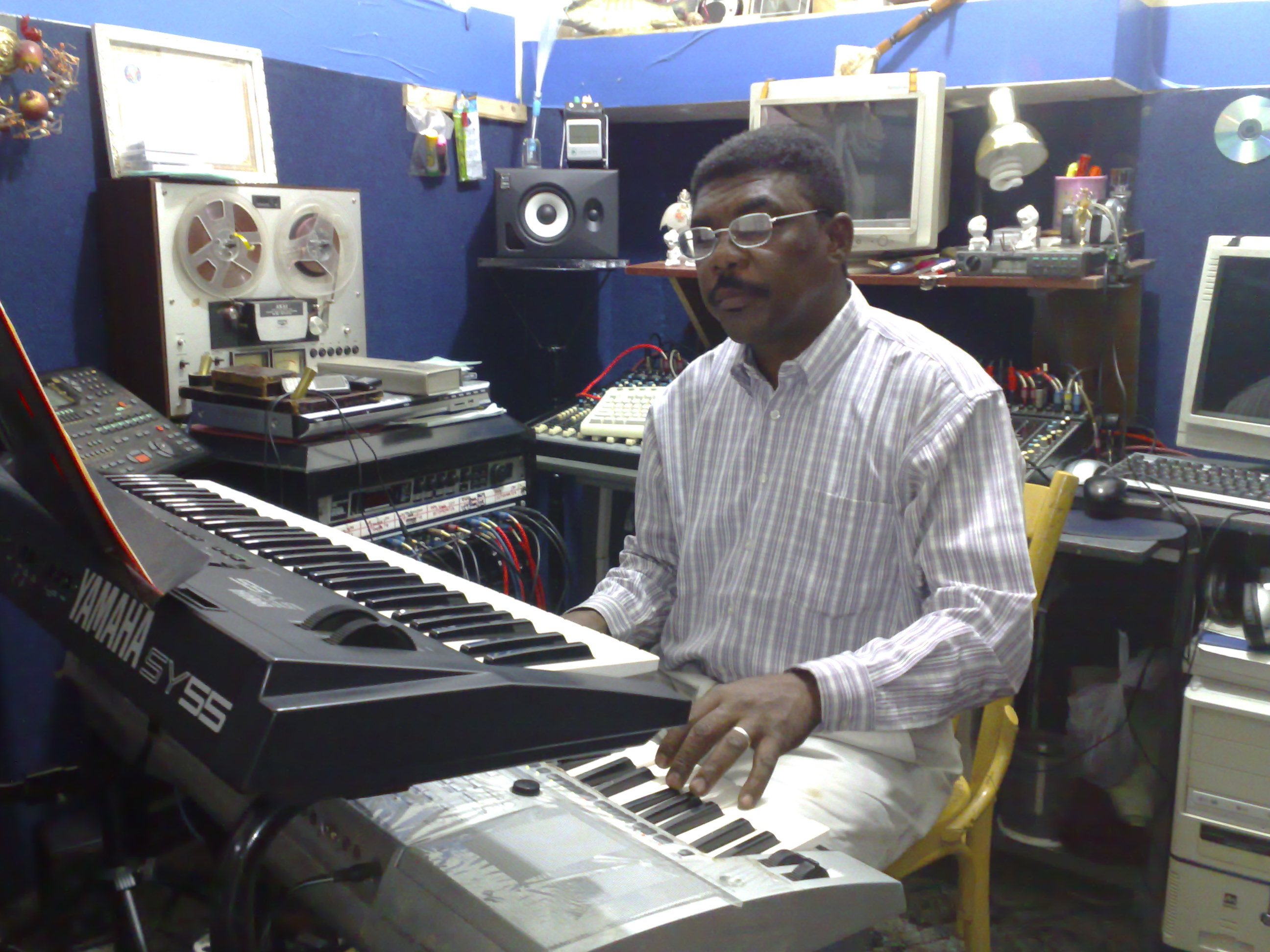
موسيقى سودانية

## الرياضة

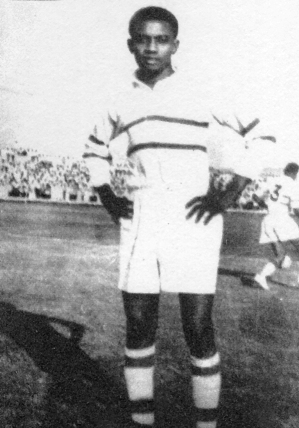
لاعب كرة القدم صديق منزول
ملعب المريخ بعد آخر تجديد 2009 م
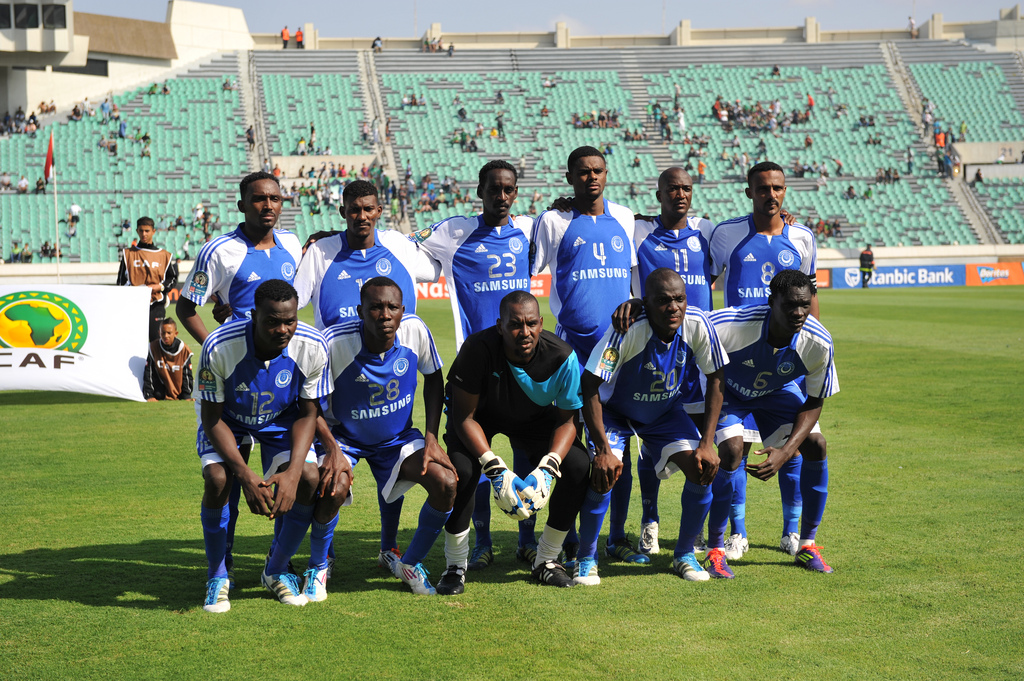
الهلال السوداني 2011
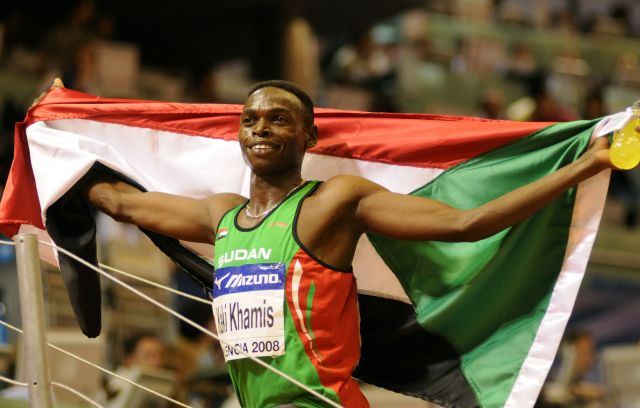
العداء السوداني أبوبكر كاكي،2008

## الرعاية الصحية

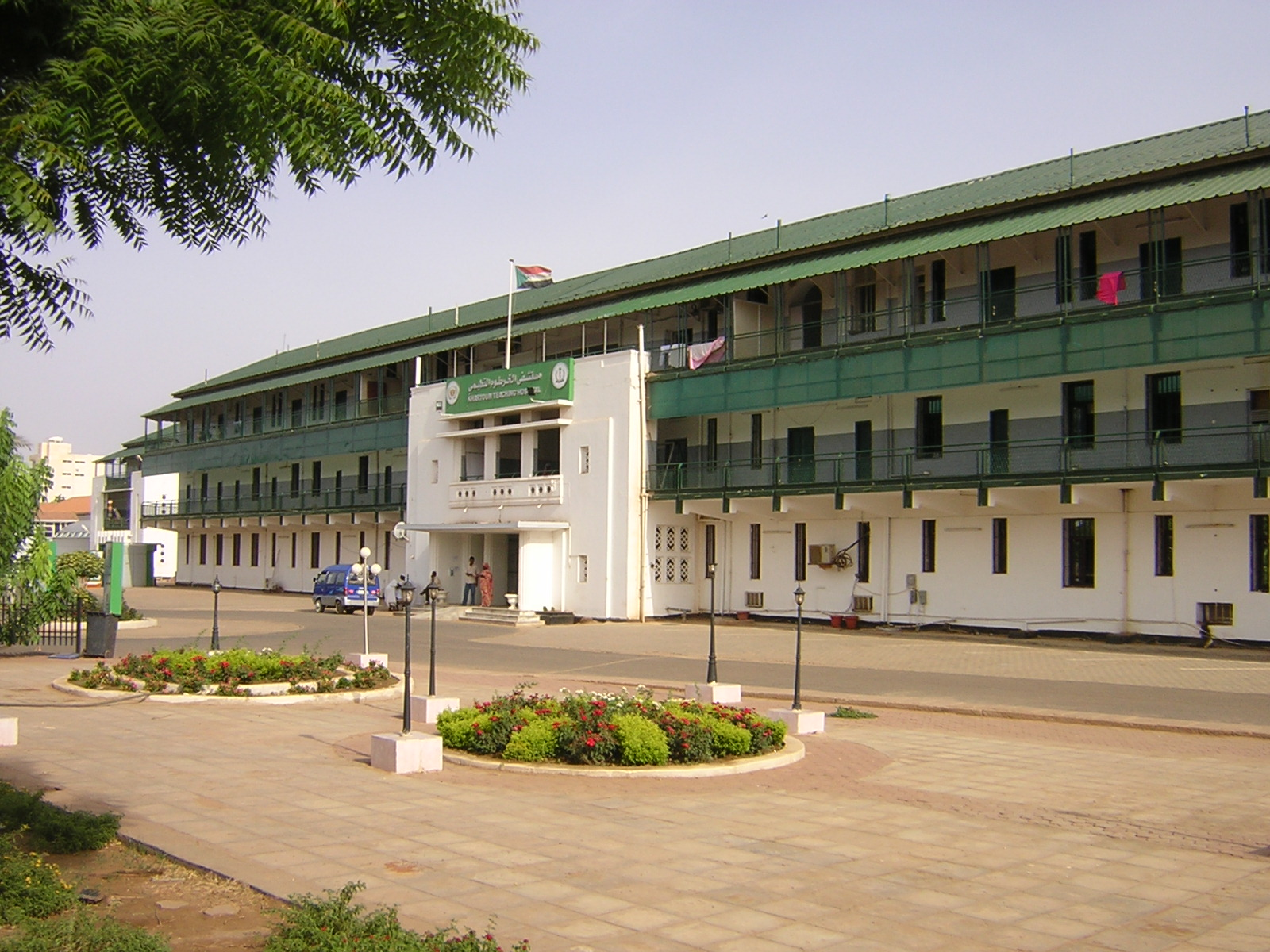
مستشفى الخرطوم التعليمي